# Тобольск
Тобо́льск — город в Тюменской области, административный центр городского округа город Тобольск и Тобольского района. Расположен на севере южной (не входящей в состав автономных округов) части Тюменской области, в месте впадения Тобола в Иртыш. Важный промышленный узел Тюменской области, второй по численности населения город региона.
Основан 4 (14) июня 1587 года, вскоре после разгрома сибирского хана Кучума Ермаком в битве на Чувашевом мысу, произошедшей в 17 км выше по течению Иртыша от будущего Тобольска.  
В 1590 году первым в Сибири получил статус города. С 1708 года был столицей Сибирской губернии, простиравшейся от Урала до Тихого океана. В 1796—1920 гг. — административный центр Тобольской губернии, затем — Тобольского уезда Тобольского округа Уральской области (в 1923—1932 гг.), Тобольского округа Омской области (в 1935—1944 гг.).
В XIX веке в связи с перемещением торговых путей, а затем строительством железной дороги (в стороне от города) экономическое значение Тобольска упало, областной центр перенесли в Тюмень. В настоящее время Тобольск является важнейшим центром познавательного туризма в Сибири и крупным промышленным центром страны в области газохимии. Город отразился в истории как место ссылки царской семьи после отречения Николая II (1917—1918 гг.).

## Этимология
Название поселения происходит от реки Тобол, гидроним же происходит от имени местного хана Тоболака, либо от названия его города Тобол-Тура.

## Физико-географическая характеристика

### Географическое положение

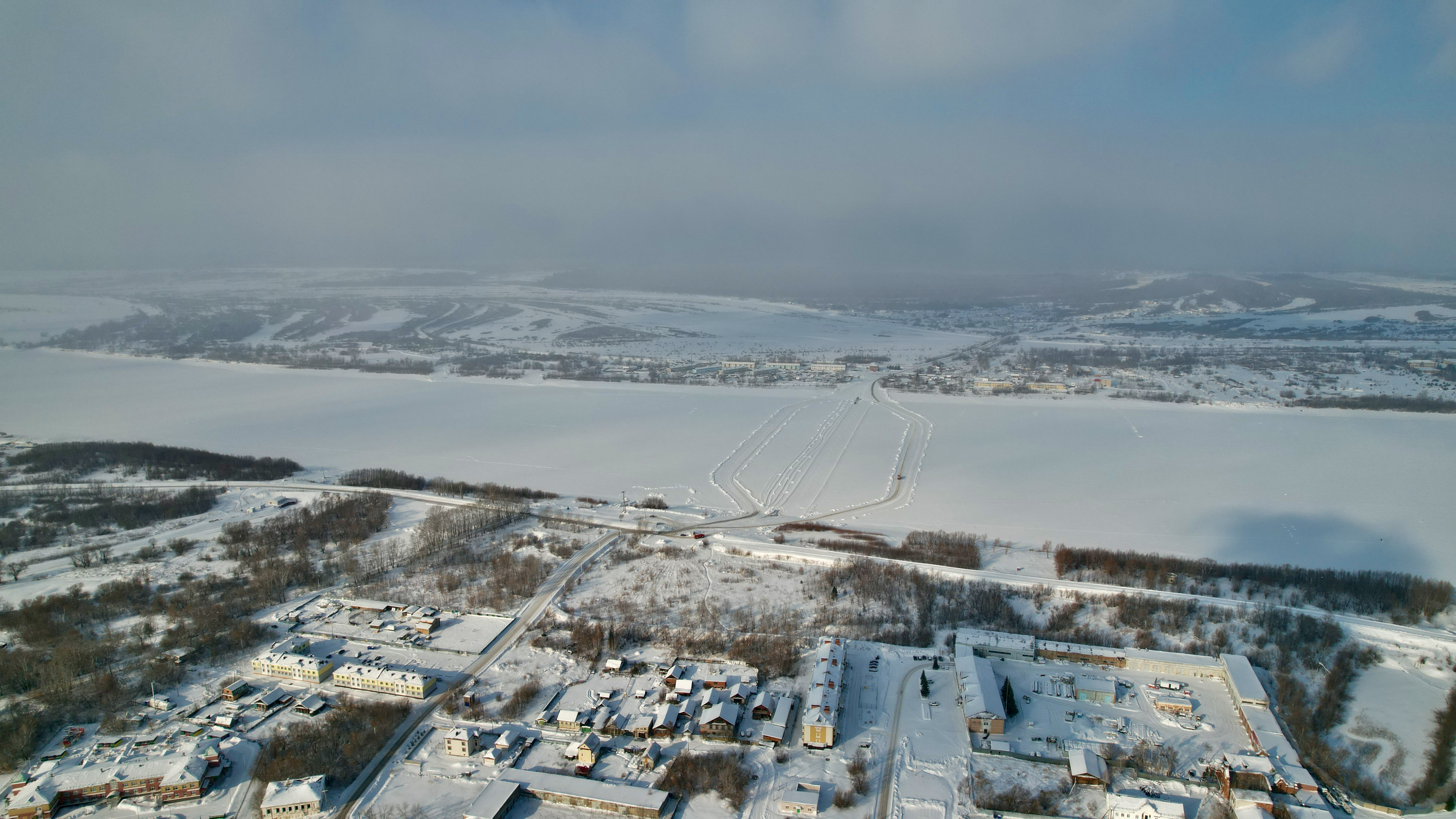
Зимник через Иртыш

Тобольск размещён в южной тайге, почти у границы подтаёжной подзоны, в месте слияния двух крупных рек — Тобола и Иртыша, где течение Иртыша резко меняет своё направление — с субширотного (с востока на запад), на субмеридиональное (с юга на север) — с момента основания и до середины XVIII века это ставило город в узле важнейших речных магистралей Сибири. В дальнейшем, с постепенным освоением более благоприятных для сельского хозяйства сибирских территорий и ростом значения сухопутных видов транспорта, город оказался на северной периферии заселённого района, на пороге обширного, заболоченного и малоосвоенного района Среднего и Нижнего Приобья (т. н. Тобольского, ныне Тюменского Севера). С началом освоения нефтяных и газовых месторождений этой территории Тобольск оказался одним из промежуточных транспортных центров на связывающих Тюмень и города Приобья железнодорожной и автодорожной магистралях. Также в районе Тобольска по направлению к Европейской России проходит ряд магистральных нефте- и газопроводов.
| С-З | Салехард ~ 1771 км                       | Ханты-Мансийск ~ 415 км                           | Нижневартовск ~ 795 км Сургут ~ 562 км | С-В |
| З   | Пермь ~ 982 км                           | Роза ветров                                       | Томск ~ 1358 км                        | В   |
| Ю-З | Екатеринбург ~ 536 км Челябинск ~ 621 км | Тюмень ~ 210 км Курган ~ 414 км Кокшетау ~ 696 км | Омск ~ 720 км                          | Ю-В |

### Флора и фауна
В окрестностях Тобольска растительный покров преимущественно представлен берёзовыми насаждениями с примесью осины. Более возвышенные участки покрыты сосновыми и кедровыми борами. В качестве подлесков произрастают кустарники и полукустарники (шиповник, малина, смородина, черёмуха, калина, рябина, ольха, можжевельник и другие).
Довольно разнообразным является травянистый покров, представленный клубникой, земляникой, брусникой, черникой, костяникой, мышиным горошком, клевером, лесным хвощом, папоротником, мхом, тимофеевкой луговой, лютиком, колокольчиком, пыреем ползучим, мятликом луговым, полевицей, люцерной, тысячелистником, осотом и др. Тальник, осоковые, лабазник, иван-чай, мятлик, тростник и др. занимают преимущественно заболоченные места.
Флора Тобольска насчитывает 34 вида растений, занесённых в Красную книгу Тюменской области. 12 таких видов можно наблюдать на маршруте экотропы «Жемчужины тобольской флоры». В 2019 году в районе экотропы был обнаружен ранее неизвестный вид грибов — Crepidotus tobolensis (Крепидот тобольский).
Животный мир Тобольского района также достаточно разнообразен. Из млекопитающих наиболее широко представлены хищники, такие как волк, лиса, енотовидная собака, куница, норка. Грызуны представлены бобрами, ондатрой, водяными крысами, белкой, сусликом и мышами.
Из копытных встречаются косули, кабаны, лоси; из зайцеобразных — заяц-беляк, из насекомоядных — обыкновенный ёж и бурозубки.
Из птиц наиболее полно представлены воробьиные, кроме того здесь обитают лысуха, кряква, чирок, серая утка, красноголовый нырок, серый гусь и др. Из отряда куриных наиболее многочисленен тетерев, кроме него встречаются глухарь, рябчик, куропатка, перепел. Из отряда жаворонкообразных на территории района обитает 23 вида, хищных птиц — 14, сов — 9.
Всего зафиксировано более 90 видов птиц, в том числе чибисы, веретенники, травники, трясогузки, широконоски, свиязи, турухтаны, сибирские жуланы, вертешейки. Из числа птиц, занесённых в Красную книгу Тюменской области, встречаются обыкновенный осоед, орлан-белохвост и сплюшка.
Ихтиофауна рек Тобола и Иртыша в основном представлена отрядом карповых — плотвой, лещом, язём, ельцом, пескарями. Из других отрядов — окунь, судак, налим, стерлядь.

В озёрах вследствие их промерзания в зимний период обитает, как правило, только карась.

### Климат
- Среднегодовая температура — +1.1 C°
- Среднегодовая скорость ветра — 2,9 м/с
- Среднегодовая влажность воздуха — 75 %

| Показатель                    | Янв.  | Фев.  | Март  | Апр.  | Май   | Июнь | Июль | Авг. | Сен. | Окт.  | Нояб. | Дек.  | Год   |
| ----------------------------- | ----- | ----- | ----- | ----- | ----- | ---- | ---- | ---- | ---- | ----- | ----- | ----- | ----- |
| Абсолютный максимум, °C       | 5,5   | 5,8   | 14,7  | 29,5  | 35,7  | 37,2 | 39,6 | 35,0 | 30,1 | 23,7  | 12,3  | 4,5   | 39,6  |
| Средний суточный максимум, °C | −13,1 | −9,7  | −0,9  | 8,2   | 17,1  | 22,2 | 23,9 | 20,6 | 14,1 | 6,5   | −4,5  | −10,8 | 6,1   |
| Средняя температура, °C       | −17,4 | −15,1 | −6,4  | 2,6   | 10,9  | 16,6 | 18,5 | 15,4 | 9,2  | 2,5   | −8    | −14,8 | 1,1   |
| Средний суточный минимум, °C  | −21,9 | −20,2 | −11,8 | −2,5  | 5     | 11,3 | 13,4 | 10,7 | 5,1  | −1    | −11,5 | −19   | −3,5  |
| Абсолютный минимум, °C        | −48,5 | −47,8 | −41,8 | −30,3 | −14,6 | −2,2 | 3,4  | −2,9 | −6,5 | −25,8 | −40,1 | −51,8 | −51,8 |
| Норма осадков, мм             | 21,0  | 17,0  | 22,7  | 26,6  | 38,8  | 73,8 | 68,3 | 73,7 | 51,9 | 38,7  | 36,3  | 28,2  | 497   |
| Источник: Погода и климат     |       |       |       |       |       |      |      |      |      |       |       |       |       |

## История

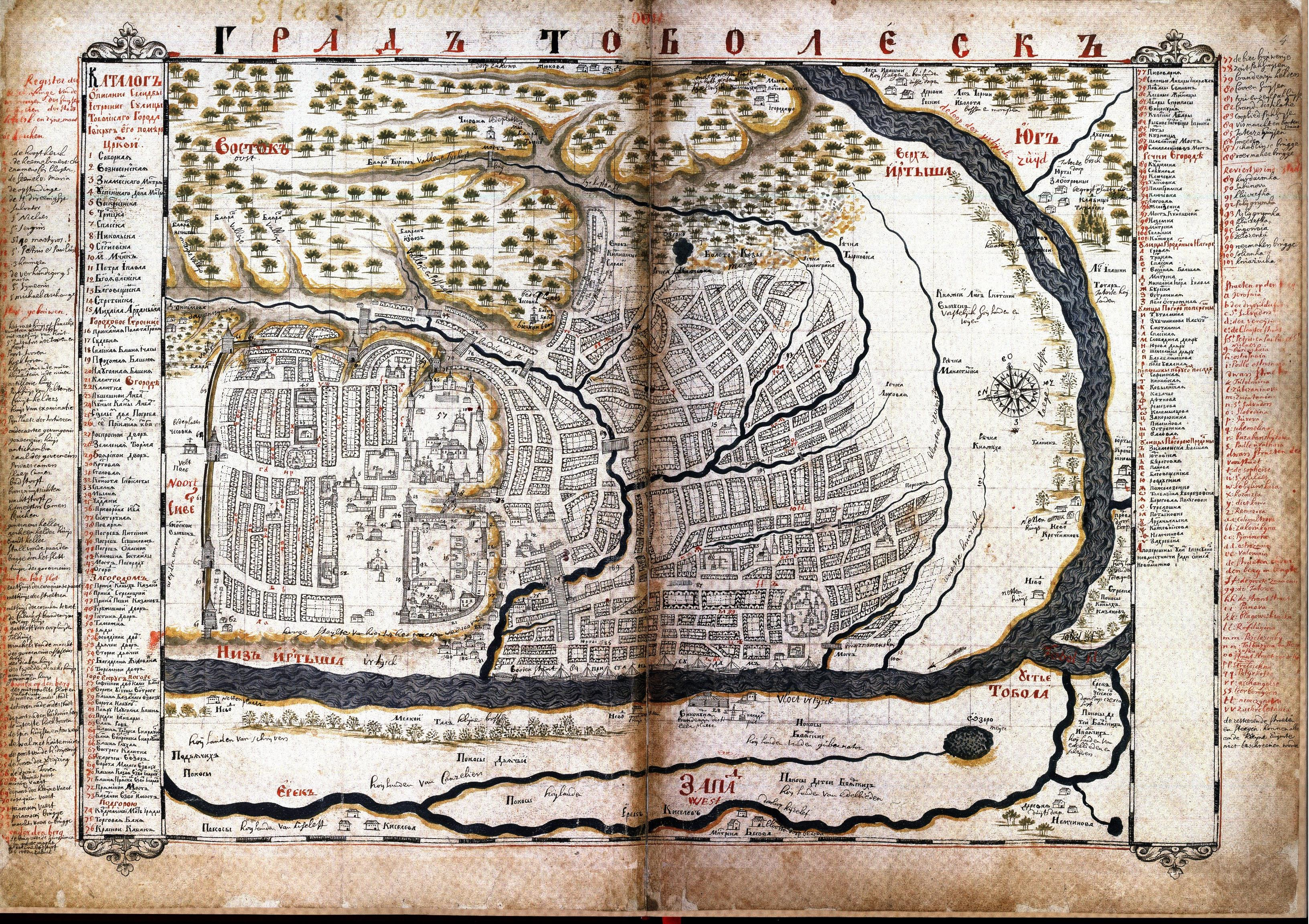
Карта из «Чертёжной книги Сибири» Семёна Ульяновича Ремезова (1701)

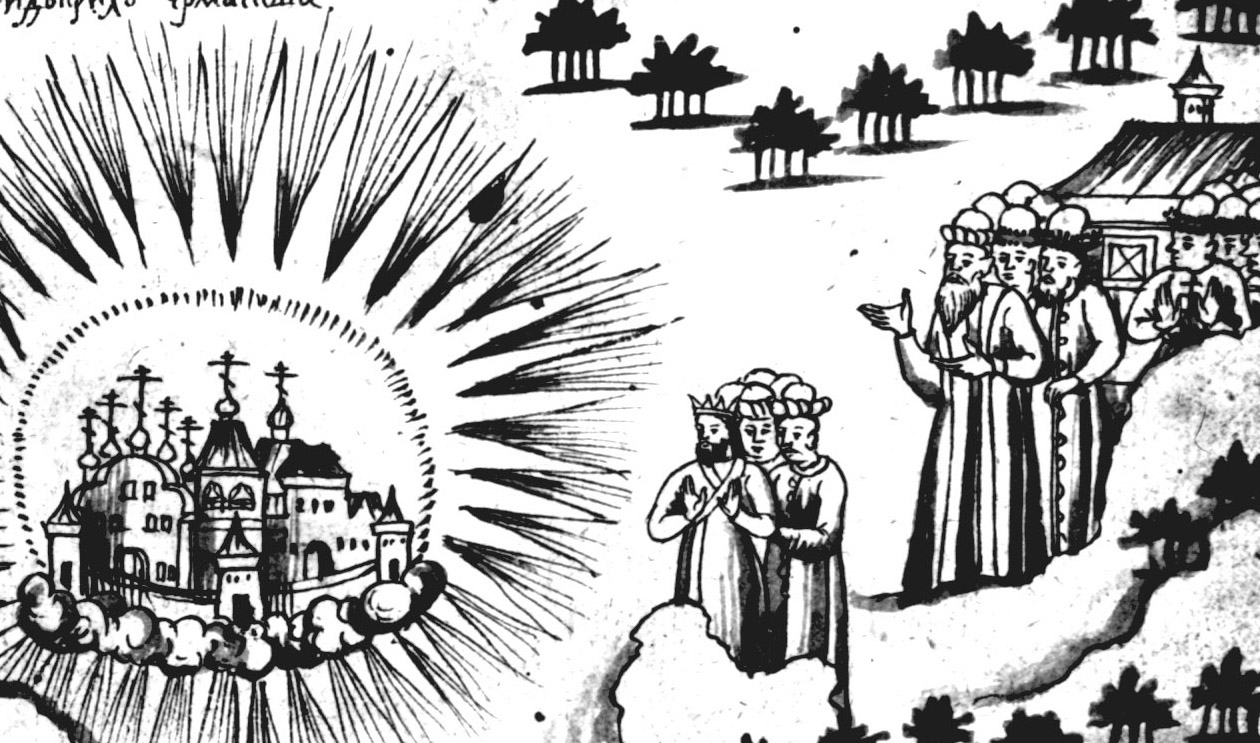
Видение татарам (Маметовым детям) на месте будущего Тобольска, Ремезовская летопись, конец XVII века

5 ноября 1582 года Ермак после боя с войском сибирского хана Кучума, на подступах к городу, вступил в покинутый татарами город Сибирь (Кашлык). До 1585 года город — форпост русских казаков в Сибири.
С 1585 по 1587 год — город вновь под управлением хана Кучума. С 1587 года возврат города Сибирь письменным головой Данилой Григорьевичем Чулковым под управление Русского царства и основание статуса города.
Тобольск основан летом 1587 года в 17 км от татарского поселения Сибирь (Кашлык, Искер), столицы Сибирского ханства, ниже по Иртышу и ближе к устью Тобола.

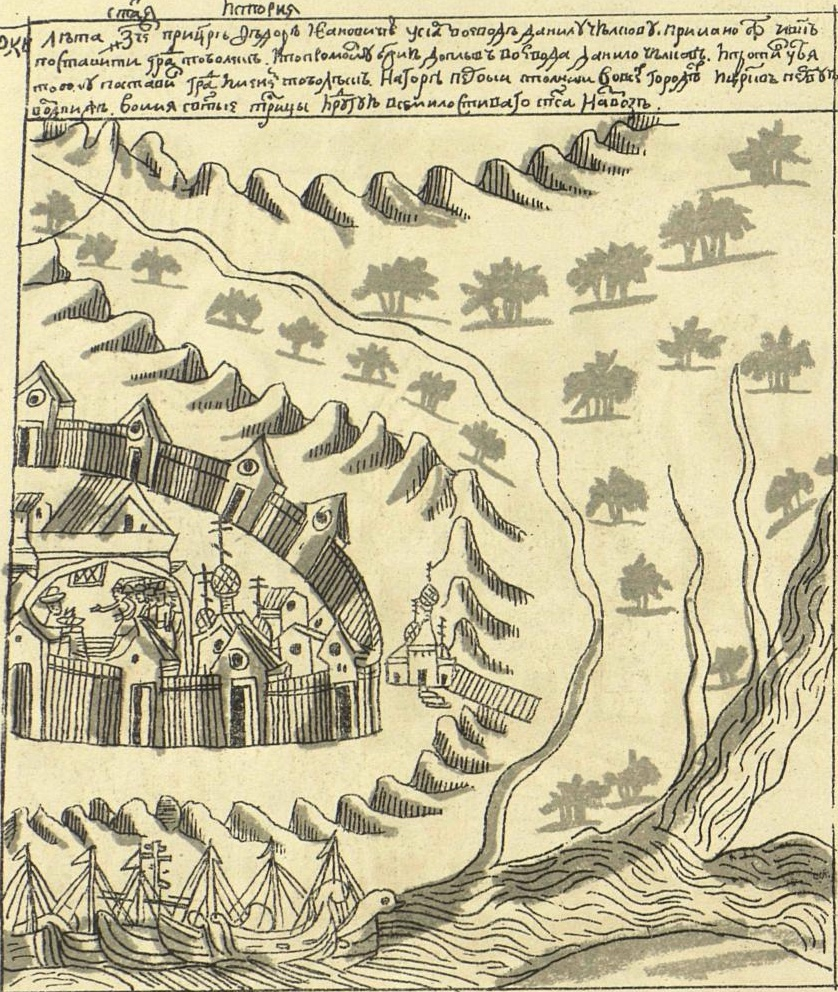
Основание Тобольска, Ремезовская летопись, конец XVII века

По преданию, Тобольск основан в праздник Св. Троицы недалеко от места, возле которого высадились воины Ермака во время знаменитой битвы на Чувашском мысу, решившей вопрос о присоединении Сибирского ханства к России. Первой городской постройкой стала Троицкая церковь, а мыс был назван Троицким.
По официальной версии основателем Тобольска считается воевода Данила Григорьевич Чулков. Однако воевода, по сообщению Есиповской летописи, «…пришед в Сибирскую землю…татарове же сего убояшася русских вой много пришествия, избегоша от града своего, иде же прежде сего быть в Сибири татарский их городок стольный усть Тобола и Иртыша иже именуемый Сибирь, оставиша его пуста. Рустии же вои придоша и седоша в нём и утвердивше град крепко, иде же бо ныне именуемый Богоспасаемый град Тоболеск.» То есть русский летописец конкретно говорит о том, что татары бежали от многочисленных русских воинов из своего столичного города, который именовался Сибирь, а сейчас называется Тобольск. Вероятно, именно поэтому вплоть до XVIII века на географических картах Тобольск иногда обозначают как «город Сибирь».
Тобольский острог стал вторым в Сибири (Тюменский острог, далее выполнявший транзитные и оборонительные функции, был заложен на год раньше). Символическим актом, означавшим передачу власти над Сибирью от старой ханской столицы к Тобольску, стало пленение воеводой Чулковым в Тобольске последнего сибирского царя Ораз-Мухаммеда.

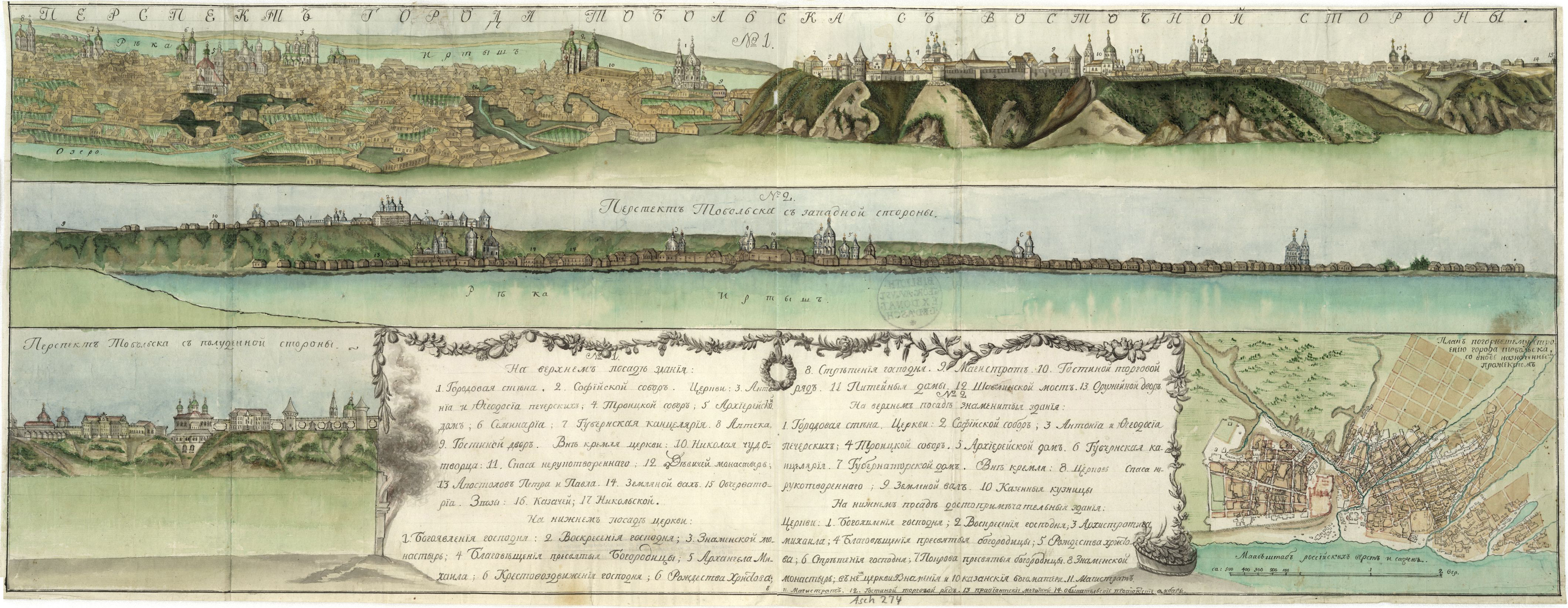
Панорама Тобольска, 1750 год

С 1590 года Тобольск становится разрядным городом и центром русской колонизации Сибири — так называемой «столицей Сибири», что было официально закреплено петровской реформой 1708 года, когда Тобольск был назначен административным центром учреждённой Сибирской губернии, самой большой в России, включавшей территорию от Вятки до Русской Америки.
Заинтересованный в Сибири Пётр I покровительствовал городу, желая придать столице Сибири «представительную внешность». Его указом в Тобольске строят здания Приказной палаты и Гостиного двора. В 1711 году в город приезжает первый сибирский губернатор — князь Матвей Петрович Гагарин. При нём строительство в городе пошло значительно быстрее. В городе и его окрестностях появились крупные по тем временам предприятия: Казённый завод, писчебумажная и стекольная мануфактуры, кожевенный, свечные и салотопенные заводы. Был и свой оружейный завод. Самую большую славу и богатство принёс Тобольску XVIII век. С развитием горной промышленности через Тобольск в Москву на монетный двор стали поставлять золото и серебро, а на городском рынке появилось в продаже песочное золото. Через город проходил Сибирский тракт, придававший Тобольску значение торгового центра. На собственные средства Тобольск содержал два полка — Московский и Санкт-Петербургский, в дальнейшем переименованные в Енисейский и Тобольский полк, офицерами которого были небезызвестные Василий Никитич Татищев и «арап Петра Великого» Ибрагим Петрович Ганнибал.

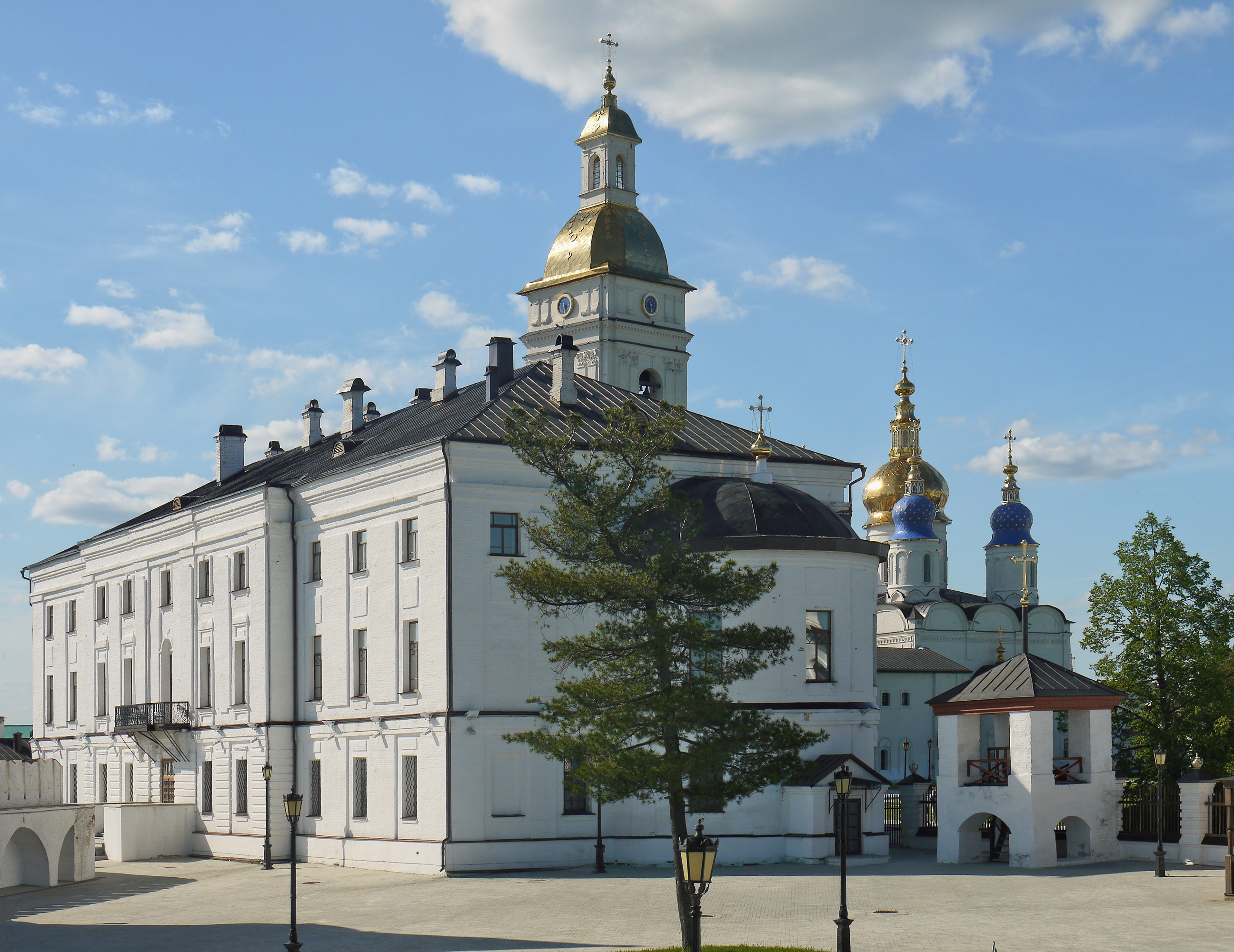
Архиерейский дом (построен в 1775 г.). Бывшая резиденция Духовенства Тобольской губернии. Ныне здание в совместном владении РПЦ и Тобольского музея-заповедника

Помимо выполнения важных административных функций, Тобольск внёс свой вклад и в развитие отечественной культуры. Так, известия о первых театральных постановках в городе датируются 1705 годом, когда Пётр I только намеревался восстановить театр в столице. А построенное в 1899 году здание Тобольского драмтеатра (сгоревшее в 1990 году) считалось даже архитектурным шедевром как единственное деревянное здание театра в СССР. В 1743 году в Тобольске была открыта духовная семинария. В 1789 году в Тобольске появился один из первых в провинции и первый в Сибири литературный журнал — «Иртыш, превращающийся в Иппокрену». И основанная в 1810 году Тобольская мужская гимназия стала первой в Сибири (следующая, Томская, была открыта 28 лет спустя).

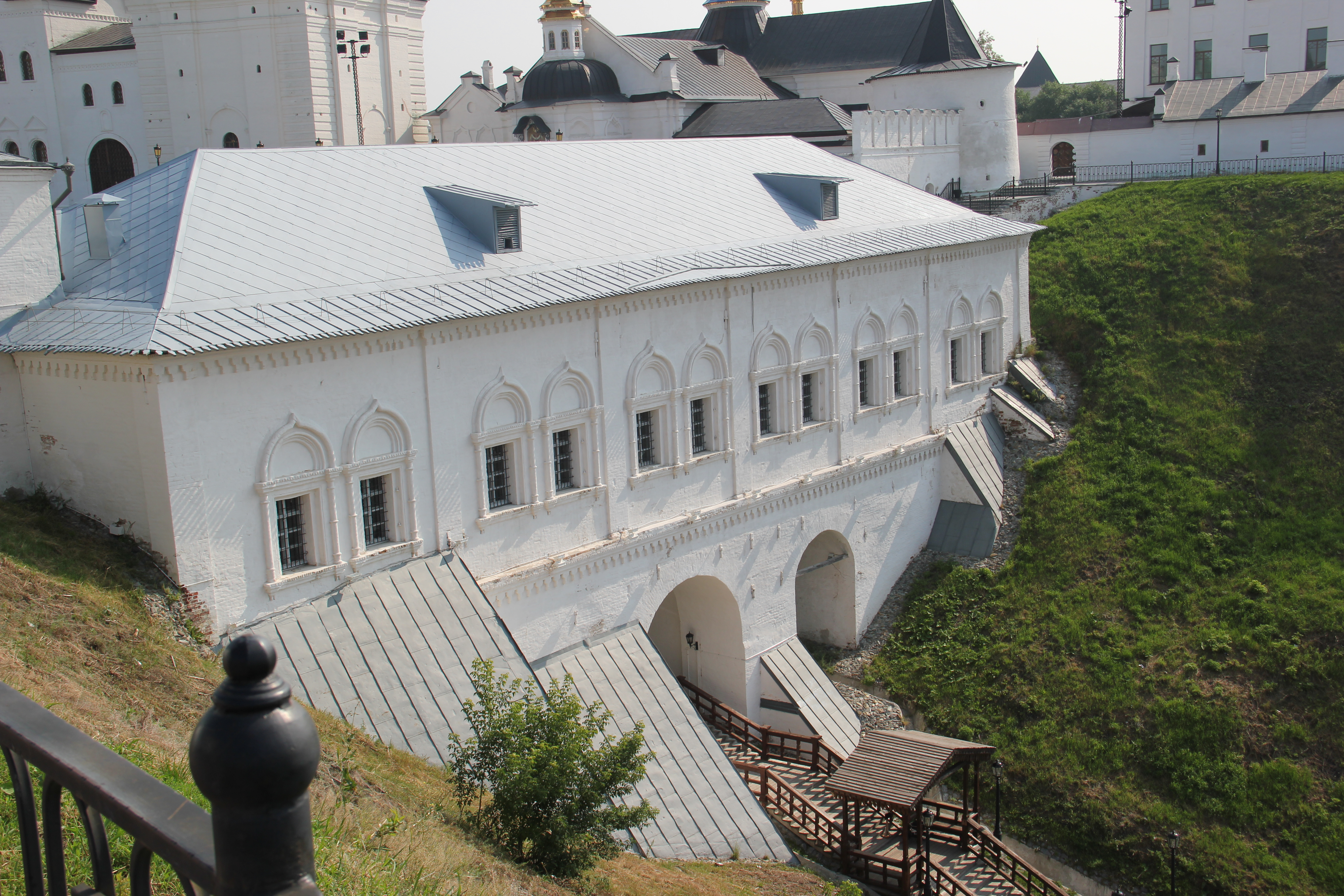
Рентерея Палаты (построены в 1714 г.)

С Тобольска начиналась также знаменитая «сибирская ссылка». Первым ссыльным стал угличский колокол, поднявший народ на восстание после загадочной смерти царевича Дмитрия, младшего сына Ивана Грозного и единственного законного наследника царя Фёдора Иоанновича. Угличский колокол вернулся из тобольской ссылки только в XIX веке.
В 1616 году в Тобольск была сослана Мария Ивановна Хлопова, несостоявшаюся жена царя Михаила Фёдоровича.
В 1629 году управление Сибирью разделено на два разряда, или две области: Тобольскую и Томскую. В разряд Тобольска входили города: Верхотурье, Пелым, Туринск, Сургут, Берёзов и Мангазея с малыми острогами и зимовьями.
В 1698 году была учреждена ординарная почта (дважды в месяц) от Москвы до Тобольска и по разным трактам в Сибири.
Со второго десятилетия XVIII века Тобольск становится местом пребывания военнопленных шведских солдат и офицеров. Шведы принимали активное участие в каменном строительстве, внесли существенный вклад в культурную жизнь города того периода. В их честь одно из зданий тобольского Кремля — Рентерея имеет второе название «Шведская палата».
Для следующих поколений ссыльных Тобольск был уже перевалочным пунктом, с которого для них начиналась Сибирь. Печальную известность приобрела Тобольская каторжная тюрьма, через которую в разное время проследовали этапом Фёдор Михайлович Достоевский, Владимир Галактионович Короленко и другие известные люди.
В 1834 году в Тобольске в семье директора Тобольской гимназии родился выдающийся российский учёный Д. И. Менделеев. В городе он проживал до окончания гимназии в 1849 году.
В 1868 году учреждён общественный банк в Тобольске.
Судьба многих сибирских городов-первопроходцев зависела от переноса трасс дорог. Постепенный упадок Тобольска связан с целым комплексом факторов, главный из которых — перенос Сибирского тракта и строительство железной дороги южнее Тобольска, из Тюмени на Омск (начато в 1909 году). Причиной переноса было изменение характера освоения Сибири, сдвиг населения и экономической жизни на юг, в лесостепь. Железная дорога на Тобольск и далее на Сургут была построена только в 1967 году.
В XX веке город получил известность как административный центр родной губернии Григория Ефимовича Распутина, место ссылки (с 13 (26) августа 1917 года по 13 апреля 1918 года) последнего русского царя Николая II и его семьи, а также как один из центров крупнейшего в истории России народного выступления против большевиков — крестьянского восстания в Сибири 1921—1922 годов.
Город Тобольск 10 июля 1987 года Указом Президиума Верховного Совета СССР был награждён орденом «Знак Почёта».
В 1988—1992 годах строилась трамвайная система, которая так и не была запущена в эксплуатацию.
В 1994 году решением Святейшего Синода Тобольск наряду с Москвой и Санкт-Петербургом провозглашён одним из главных духовных центров России. Город является важным образовательным центром Русской Православной церкви — местом пребывания крупнейшей в Сибири Тобольской духовной семинарии. Решается вопрос учреждения в Тобольске Духовной православной академии, а также рассматривается возможность расширения Тобольской митрополии.
Тобольск с его архитектурой и природными ландшафтами стал одним из туристических центров Сибири.
В последние годы получил дальнейшее развитие Тобольский нефтехимический комбинат, строятся новые технологические установки вводятся в эксплуатацию новые продуктопроводы, которые на долгую перспективу обеспечат Тобольск необходимыми поставками сырья. В 2013 году было построено и запущено в эксплуатацию новое крупнейшее в России производство полипропилена Тобольск-Полимер (в дальнейшем присоединено к ЗапСибНефтехиму). 1 декабря 2020 года был запущен производственный комплекс ООО «ЗапСибНефтехим», который является крупнейшим предприятием нефтехимии в России. Продолжает реализовываться программа по созданию в Тобольске газохимического комплекса (одного из крупнейших в мире) в рамках которой в 2022 году запущено крупнотоннажное производство малеинового ангидрида (ранее в России не производился).В 2023 году начато строительство ещё одного комплекса по производству полипропилена мощностью 570 тысяч тонн в год.

### История статуса
С 1587 основание города письменным головой Данилой Чулковым.
С 1590 года — центр Тобольского разряда (включал почти все города Сибири до 1629 г., до 1708 охватывал преимущественно города Западной Сибири).
С 1596 — место хранения Большой Государевой печати. Тобольские воеводы, формально будучи разрядными воеводами только для большинства западносибирских городов, решали широкий круг общесибирских вопросов и пользовались среди воевод сибирских городов особым авторитетом.
В 1708 (1712)—1764 годах — центр Сибирской губернии (в том числе до 1727 г. губерния включала Вятскую и Соликамскую провинции).
В 1764 году выделена Иркутская губерния, Тобольск в 1764—1782 гг. — центр губернии (в разных вариантах Сибирской или Тобольской) в составе Енисейской и Тобольской провинций.
В 1782 году выделены Колыванское (гл. обр. Алтайские заводы) и Пермское (от Сибирской губернии отошли Екатеринбургский горный округ и Верхотурский уезд) наместничества, город — центр Тобольского наместничества (с 1797 — Тобольская губерния), включавшего территории Западной и Восточной Сибири.
В 1804 году выделена Томская губерния, а Тобольская губерния приобретает границы, близкие к нынешним границам Тюменской области.
В 1822—1838 годах — центр Западно-Сибирского генерал-губернаторства.
С 5 апреля 1918 по 3 ноября 1923 — уездный город Тюменской губернии. В период Временного сибирского правительства Колчака с лета 1918 до августа 1919 — вновь губернский город.
С 3 ноября 1923 по 7 января 1932 года — центр Тобольского округа Уральской области (включал территории всего Среднего и Нижнего Приобья).
С 10 декабря 1935 по 14 августа 1944 года — центр Тобольского округа Омской области в составе Тобольского, Ярковского, Вагайского, Дубровинского и Уватского районов.
С 3 ноября 1923 года — центр Тобольского района в составе указанных округов или просто в составе областей — Обско-Иртышской и Тюменской.
С 14 августа 1944 года — город областного значения.
18 июня 1959 года в административное подчинение Тобольского горсовета включён рабочий посёлок Сумкино.
12 ноября 1979 года — в адм. подчинение Тобольского горсовета включены р. п. Иртышский и р. п. Менделеево.
В 2004 году в состав города включены рабочие посёлки Иртышский и Менделеево, село Верхнефилатово, деревни Алемасова, Анисимова, Волгина, Защитина, Зырянова и Савина.
С 2005 года — муниципальное образование город Тобольск, местопребывание администрации Тобольского муниципального района.

## Местное самоуправление
Город в рамках местного самоуправления вместе с рабочим посёлком Сумкино образует муниципальное образование город Тобольск со статусом городского округа.
Структуру органов местного самоуправления города Тобольска составляют:
- Тобольская городская дума — представительный орган города Тобольска,
- глава города — глава муниципального образования городской округ город Тобольск, высшее должностным лицо города Тобольска,
- администрация города Тобольска — исполнительно-распорядительный орган города Тобольска,
- контрольно-счётная палата города Тобольска — орган внешнего муниципального финансового контроля.

Территориально город делится на три основные части:
- Нагорная — с историческим центром (Кремль) и современными жилыми микрорайонами;
- Нижний посад — дореволюционные постройки и частный сектор;
- Промышленная зона — удалена на 10 км от жилых микрорайонов.

Помимо прочего в состав города входят три удалённых территории, закреплённые за предприятиями:
- микрорайон Менделеево — железнодорожная станция;
- микрорайон Иртышский (старое название Речпорт) — речной порт;
- рабочий посёлок Сумкино.

## Население
| 1782     | 1825     | 1833     | 1840    | 1847    | 1856    | 1863    | 1867     | 1870    |
| -------- | -------- | -------- | ------- | ------- | ------- | ------- | -------- | ------- |
| 13 279   | ↗16 994  | ↗17 558  | ↘14 246 | ↘14 211 | ↗16 120 | ↗18 361 | ↗20 330  | ↘18 481 |
| 1885     | 1897     | 1912     | 1913    | 1920    | 1923    | 1926    | 1931     | 1939    |
| ↗20 175  | ↗20 425  | ↗23 221  | ↗24 500 | ↘14 798 | ↗15 001 | ↗18 519 | ↗23 500  | ↗32 244 |
| 1959     | 1967     | 1970     | 1976    | 1979    | 1982    | 1986    | 1987     | 1989    |
| ↗39 034  | ↗47 000  | ↗49 260  | ↗51 000 | ↗61 969 | ↗66 000 | ↗78 000 | ↗82 000  | ↗94 143 |
| 1992     | 1996     | 1998     | 1999    | 2000    | 2001    | 2002    | 2003     | 2004    |
| ↗97 600  | ↗98 000  | ↘97 200  | ↘97 000 | ↗97 200 | ↘96 400 | ↘92 880 | ↗92 900  | ↘92 000 |
| 2005     | 2006     | 2007     | 2008    | 2009    | 2010    | 2011    | 2012     | 2013    |
| ↗101 100 | ↘100 600 | ↘100 000 | ↘99 800 | ↘99 247 | ↗99 694 | ↗99 700 | ↘98 287  | ↘98 169 |
| 2014     | 2015     | 2016     | 2017    | 2018    | 2019    | 2020    | 2021     | 2023    |
| ↘98 052  | ↗98 162  | ↗98 434  | ↗98 886 | ↗98 998 | ↘98 857 | ↗98 932 | ↗100 352 | ↘99 877 |
| 2024     |          |          |         |         |         |         |          |         |
| ↘99 454  |          |          |         |         |         |         |          |         |

На 1 января 2025 года по численности населения город находился на 171-м месте из 1124 городов Российской Федерации.

### Программы «Тобольск-2020» и «Тобольск Настоящий»
Правительством Тюменской области, Администрацией города Тобольска при поддержке компании СИБУР реализуется комплексная программа развития инфраструктуры «Тобольск Настоящий», которая пришла на смену завершившейся программе «Тобольск-2020». Она направлена на развитие городской социальной инфраструктуры, которая будет доступна всем жителям Тобольска, и предполагает изменение всей городской среды. Созданию программы предшествовала аналитическая работа по изучению актуальных и перспективных потребностей города, а также общественного мнения. В рамках программы в городе построены и реконструированы более 40 объектов спорта, медицины, городской среды и образования. Введены в эксплуатацию спортивный комплекс «Иртыш», спортивный комплекс «Молодость», многочисленные детские площадки во дворах, бассейны в детских садах, завершено строительство Центра зимних видов спорта и др.
В программу «Тобольск Настоящий», рассчитанную до 2030 года, включен 51 проект, запланирована реставрация 20 объектов культурного наследия, 7 парков и скверов, реконструкция фасадов домов и др.. В рамках программы был открыт Центр гимнастики с залом и трибунами на 350 мест. Кроме того, частью программы является повышение привлекательности Тобольска для туристов: с этой целью архитектурное бюро Wowhaus разработало мастер-план развития туристического каркаса города до 2030 года. В рамках мастер-плана будут произведены благоустройство и реставрация Нижнего посада, обустроена набережная реки Иртыш, появятся Центр впечатлений и креативный кластер. Компанией Сибур быделено более 200 млн рублейа восстановление дома Неводчикова, водонапорной башни, Завального кладбища, Александровского сада, а также возобновление речных прогулок. Разработан туристический бренд города — «Тобольск — ключ к Сибири».
В последнее время Тобольску удалось значительно продвинуться в рейтинге городов, комфортных для проживания — индекс качества городской среды вырос с 177 баллов в 2018 году до 236 баллов 2022 году. На 2023 год все 36 индикаторов находятся в "зеленой зоне.
По итогам 2023 года Тобольск занял 7 место своей категории «средние города».

## Экономика
Основными для Тобольская секторами экономики являются нефтехимическая промышленность и туризм.
- На 2024 год общий объём доходов города Тобольска запланирован в сумме 34,612 млрд рублей. Расходы бюджета запланированы в сумме 34,703 млрд рублей;
- Объём отгруженных товаров собственного производства, выполненных работ и услуг собственными силами (без субъектов малого предпринимательства) за 2023 год составил 764 млрд рублей;
- Объём инвестиций в основной капитал организаций (без субъектов малого предпринимательства) в 2022 году составил 64 млрд рублей;
- По состоянию на 01.01.2023 количество субъектов малого и среднего предпринимательства всех сфер экономической деятельности составило 3 149;
- Среднемесячная номинальная заработная плата в городе Тобольске (по крупным и средним предприятиям) за январь-декабрь 2022 года составила 71 223 рубля.

### Промышленность

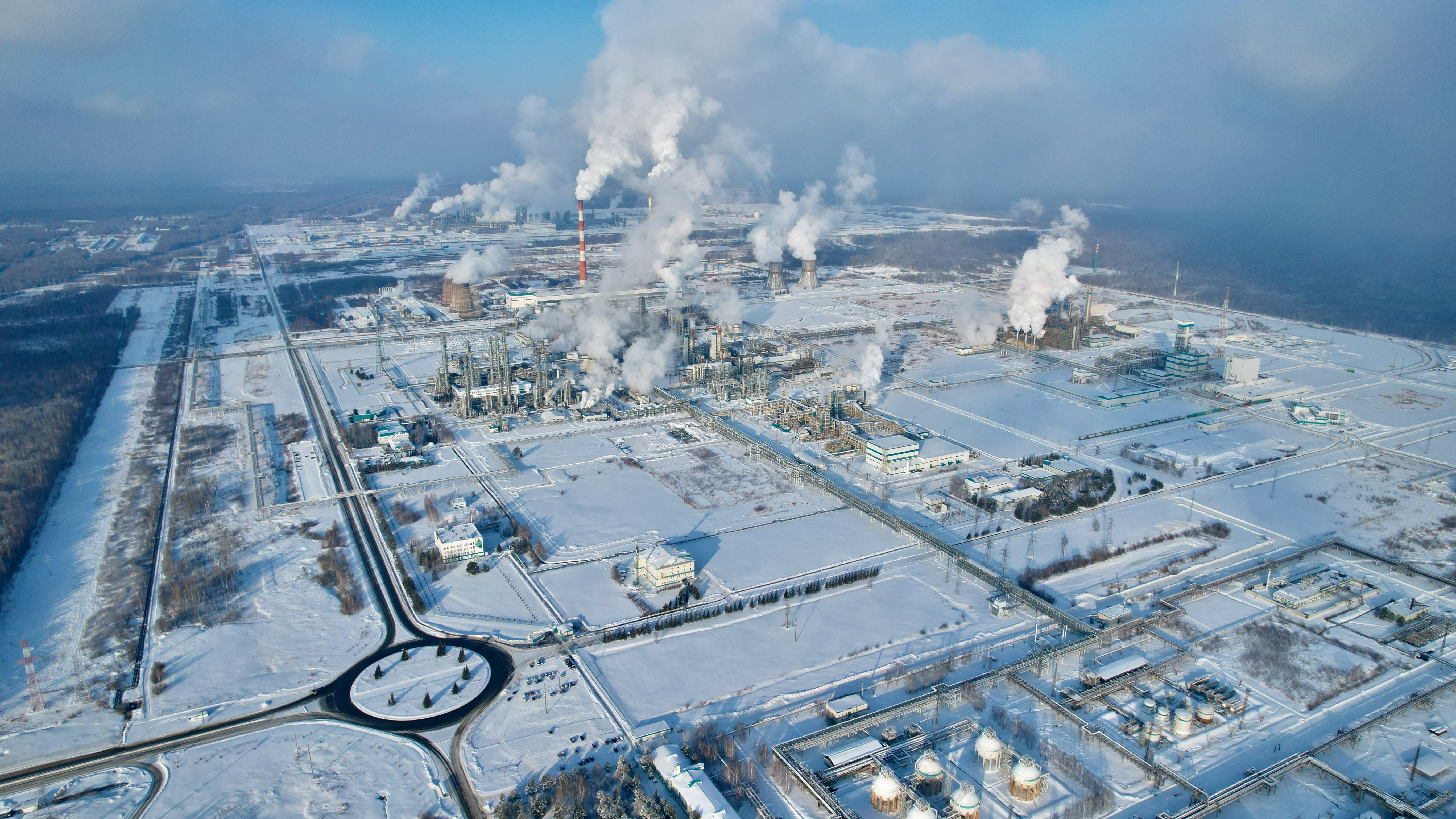
Промплощадка ЗапСибНефтехима

Основная доля в общем объёме промышленного производства города приходится на нефтехимическую отрасль и электроэнергетику — более 90 %. Тобольск является крупнейшим промышленным центром страны в области производства полимеров и мономеров. В городе зарегистрирована крупнейшая газо- и нефтехимическая компания России «Сибур», её основным активом в Тобольске является производственный комплекс «ЗапСибНефтехим». За последние 15 лет инвестиции компании в развитие нефтегазохимического комплекса Тобольска составили около 1 трлн рублей. На предприятии производится 51 % полиэтилена и 54 % полипропилена в России.
Остальные отрасли промышленности представлены транспортом нефти и газа (сеть магистральных трубопроводов), производствами строительных материалов и железобетонных конструкций, машиностроением (судостроение), деревообработкой (производство мебели), лёгкой, пищевой и полиграфической промышленностью.

### Строительство
В 2023 году ввод в действие жилых домов составил 50,6 тыс. м², в том числе индивидуальными застройщиками — 25,8 тыс. м2.

### Транспорт
Автомобильный транспорт. Через город проходит федеральная автомобильная дорога Р404 Тюмень — Ханты-Мансийск.
Кроме того, из Тобольска стартуют автомобильные дороги регионального значения:
- Тобольск — Ишим (с выходом в Петропавловск),
- Тобольск — Инжура (с выходом в Омск),
- Тобольск — Верхние Аремзяны (проходит через промышленную зону),
- Тобольск — Сетово (с выходом на юг Тюменской области).

Город связан регулярными автобусными рейсами с Тюменью, Курганом, Челябинском, Ханты-Мансийском, Петропавловском (Казахстан) и прочими городами.
 Городской транспорт представлен автобусами. В настоящее время протяжённость маршрутной сети города составляет 421 км. Всего в городе 69 маршрутов (24 городских, 23 пригородных, 22 междугородных). За 2021 год по г. Тобольску перевезено более 14 млн человек.
 Железнодорожный транспорт. В черте города имеются две железнодорожные станции Тобольск и Денисовка (промышленная), расположенные на дистанции пути Свердловской железной дороги. В сутки через пассажирский вокзал Тобольска проходят порядка 20-30 пассажирских поездов. Железная дорога в Тобольск проложена в 1967 году с началом строительства нефтехимического комбината. Первый рабочий поезд по ней прошёл 26 октября 1967 года в 12 часов дня.
 Речной порт. Порт является крупным перевалочным пунктом Сибири по северным грузам, которые сначала доставляются по железной дороге в Тобольск, а затем перевозятся выше водным путём. За навигацию предприятием в среднем перевозится 2,8 млн тонн грузов, выгружается более 36 тысяч вагонов.
 Воздушный транспорт. Тобольский аэропорт «Ремезов» открылся 24 сентября 2021 года. Аэропорт был построен в рекордно короткие сроки: два года, оснащён взлётно-посадочной полосой длиной 2 400 метров, способен принимать и обслуживать воздушные суда типа SSJ-100, Boeing-737, Airbus A320/321. В 2024 году в Тобольск осуществляются регулярные полёты из Москвы, Санкт-Петербурга, Новосибирска, Казани, Сургута, Уфы, Казани, Екатеринбурга, Омска, Нижнекамска

### Туризм
Тобольск — город-памятник деревянного и каменного зодчества Сибири с богатым историческим и культурным наследием, являющийся одним из туристических центров не только Тюменской области, но и всей Сибири. В 2022 году город Тобольск посетили 262 172 туриста, в 2023—335 712. Основной поток туристов прибывает в Тобольск из ХМАО, ЯНАО, городов юга Тюменской области, Екатеринбурга, Омска, Челябинска, Москвы, Санкт-Петербурга и других городов России. Из представителей иностранных государств город в основном посещают туристы из Германии, США, Франции, Австрии, Польши, Китая, Японии, и др. Из стран СНГ: представители Украины, Казахстана, Беларуси, Азербайджана, Молдовы др.
Сейчас в Тобольске насчитывается 31 коллективное средство размещения, в том числе 12 гостиниц, 19 хостелов, 102 объекта общественного питания, 18 музеев.
Сегодня на территории города определены приоритетные виды туризма: историко-познавательный, событийный, паломнический, а также перспективные: экологический, промышленный, этнографический.
Ежегодно в Тобольске проводится более 10 крупных событийных мероприятий. В 2019 году был проведён тематический Фестиваль науки в Тобольске «МенделеевFest: Инновации, интеллект, культура» в рамках празднования 185-летия со дня рождения Д. И. Менделеева и 150-летия со дня открытия Периодического Закона Менделеевым. Два тобольских фестиваля: фестиваль исторической реконструкции «Абалакское поле» и фестиваль историко-культурного наследия сибирских татар «Искер-Жиен» вошли в ТОП-200 лучших событий Национального календаря событий. Фестиваль «Лето в Тобольском кремле» в 2023 году получил Гран-при как «Лучшее туристическое событие в гибридном формате» по версии Russian Event Awards.

## Экология
Основным источником загрязнения атмосферного воздуха города являются предприятия топливной, энергетической, нефтяной промышленности, объекты коммунальной инфраструктуры и автотранспорт.
Учитывая то, что основные промышленные предприятия были построены сравнительно недавно с использованием самых современных технологий (в частности, на производствах ЗапСибНефтехима применяется пылегазоулавливающее оборудование с эффективностью до 99 % и замкнутая система водоснабжения), одним из наиболее крупных источников негативного воздействия на воздушную среду является автотранспорт.
В городе активно решается проблема твёрдых коммунальных отходов. Так, для жителей многоквартирных и индивидуальных жилых домов обустраиваются места накопления твёрдых коммунальных отходов.
В связи с неудовлетворительным состоянием мусорного полигона, введённого в эксплуатацию в 1984 году, который занимает площадь свыше 28 гектаров, в октябре 2020 года построен и введён в эксплуатацию мусоросортировочный завод. Мощность завода составляет 40 тысяч тонн твёрдых коммунальных отходов в год. При выборе технологии сортировки приоритетными являются те, что нацелены на получение конечного продукта (вторсырья), доступного для применения в других технологических процессах в качестве исходного сырья.

## Культура и искусство

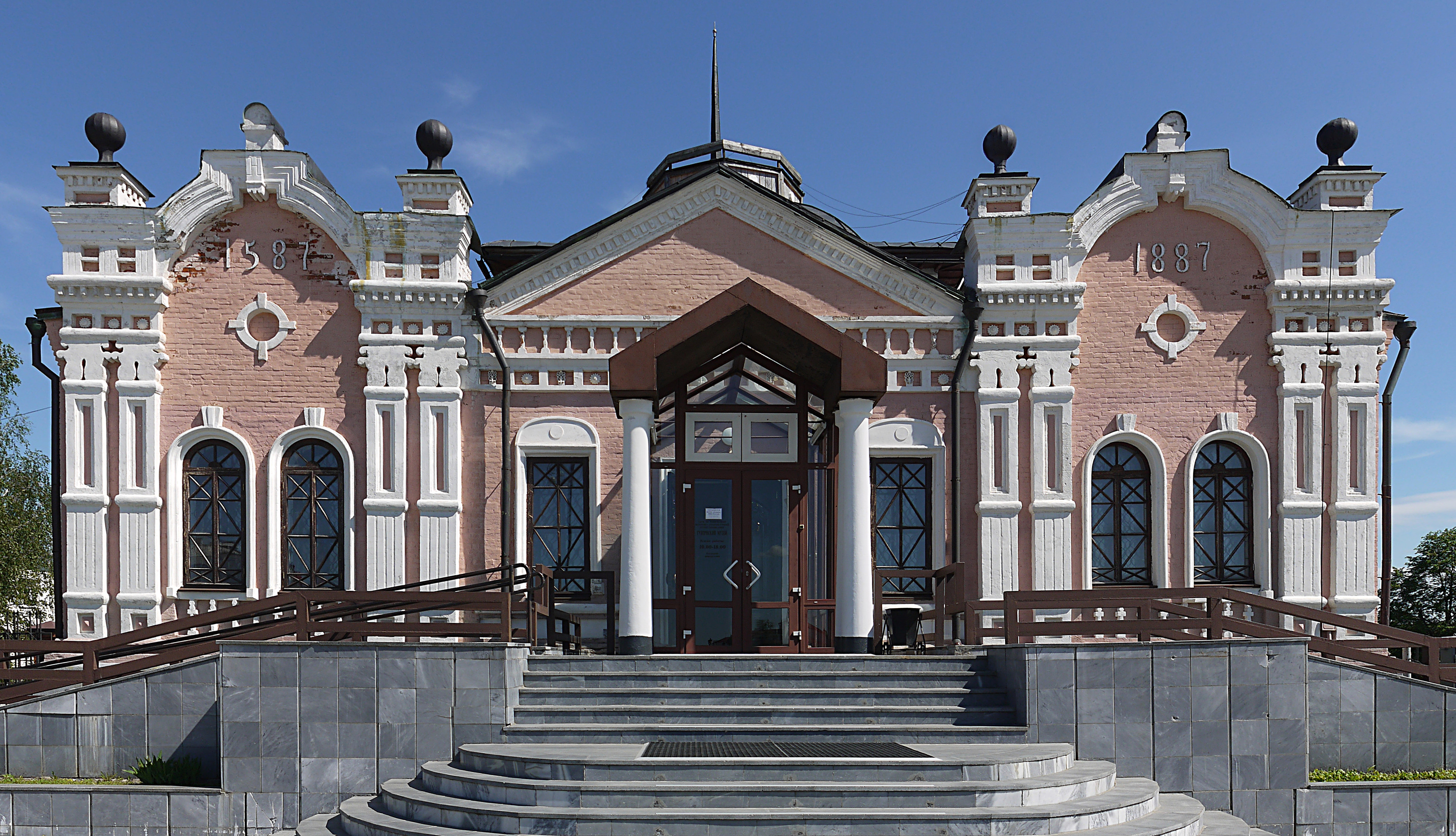
Здание художественного музея. Один из старейших музеев Сибири (1887 г.)

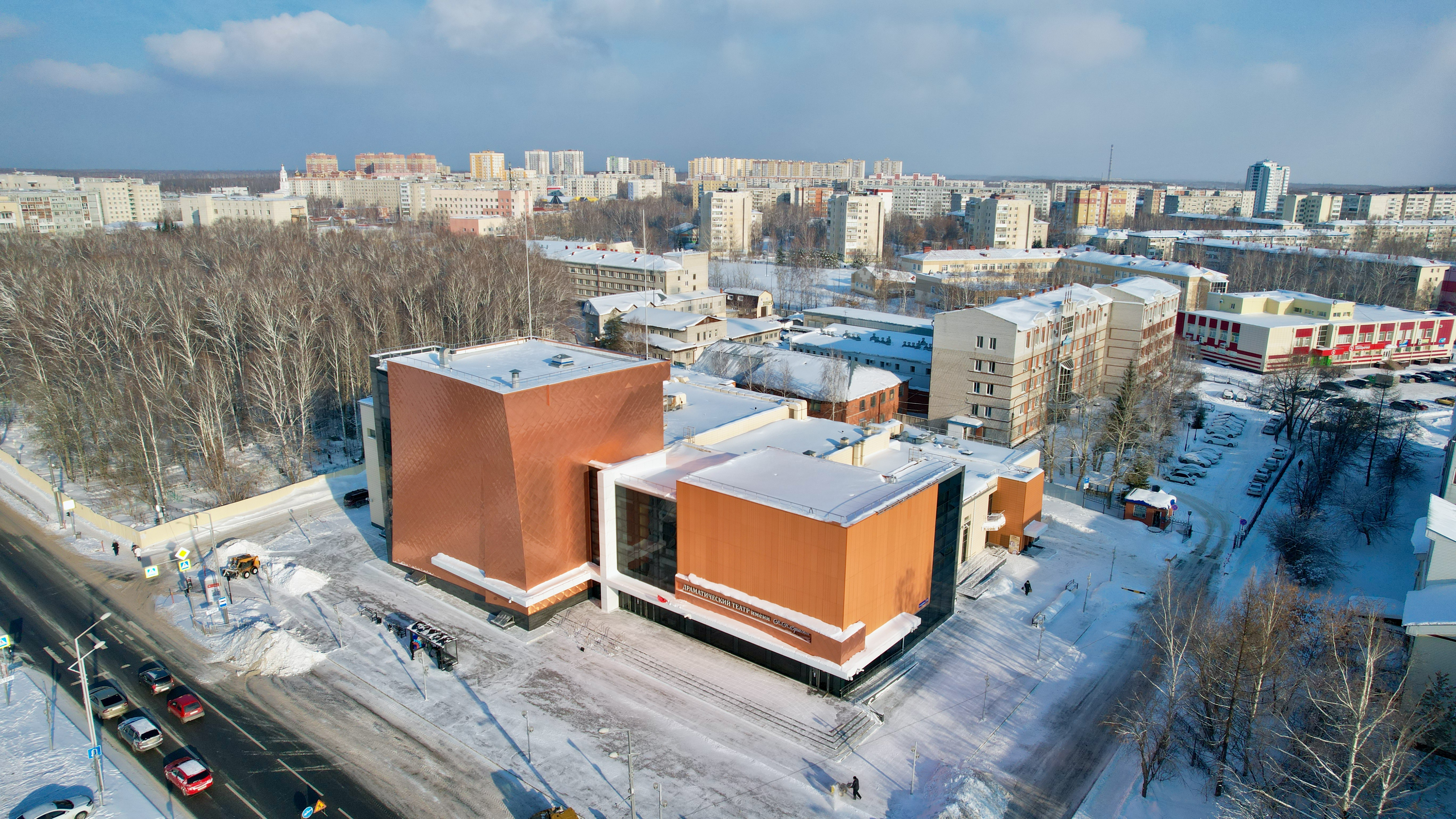
Драмтеатр

Культура Тобольска представлена следующими объектами культуры и искусства:

### Музеи
- Тобольский государственный историко-архитектурный музей-заповедник[101][102]. В составе музея-заповедника 33 объекта федерального и регионального значения (музеи, выставочные залы, памятники архитектуры и пр.).
  - В апреле 2018 года в бывшем Губернаторском Доме открылся новый филиал музея-заповедника — первый в России государственный музей, целиком посвящённый семье императора Николая II[103][104].
- Музей Фабрики художественных косторезных изделий — единственного в России предприятия подобного профиля. Открыт в апреле 2019 года. В яркой экспозиции музея представлены материалы о становлении и развитии косторезного ремесла и работы прославленных мастеров[105].

### Театры и центры культуры
- Тобольский государственный драматический театр имени П. П. Ершова, основан в 1705 году[106]. В распоряжении театральной труппы две сцены: основная (с возможностями для камерных постановок) и универсальная для экспериментальных постановок. Общая площадь театрального комплекса более 3 тыс. м²[107].
- Свободный молодёжный театр[108];
- Дом народного творчества[109];
- Центр Сибирско-татарской культуры[110].

### Художественные коллективы
- Хор духовной семинарии. Один из лучших хоров России, неоднократно выступавший в Московском Храме Христа Спасителя. Послушать выступление хора можно в Актовом зале Главного корпуса духовной семинарии или в Софийско-Успенском Соборе[111].
- Академический муниципальный хор Полемика (дир. Е. Л. Кузнецкий)[112]. Хор Полемика является лауреатом различных региональных, российских и международных конкурсов[113]. Хор исполняет как классические произведения, так и духовную музыку. Концерты хора регулярно проходят в Тобольске. Центр Сибирско-Татарской культуры.
- Хор детской школы искусств имени А. А. Алябьева.

### Художественный промысел
- Тобольская фабрика художественных косторезных изделий — это единственное предприятие в стране выпускающее уникальную продукцию — изделия художественного косторезного промысла. Работы Тобольских косторезов хранятся в Государственном Русском музее, Государственном Эрмитаже и других крупных музеях страны[114].
- Художественные и реставрационные мастерские — Здание Губернской судебной управы.
- Школа иконописи при Духовной семинарии.

### Концертные залы и дома культуры

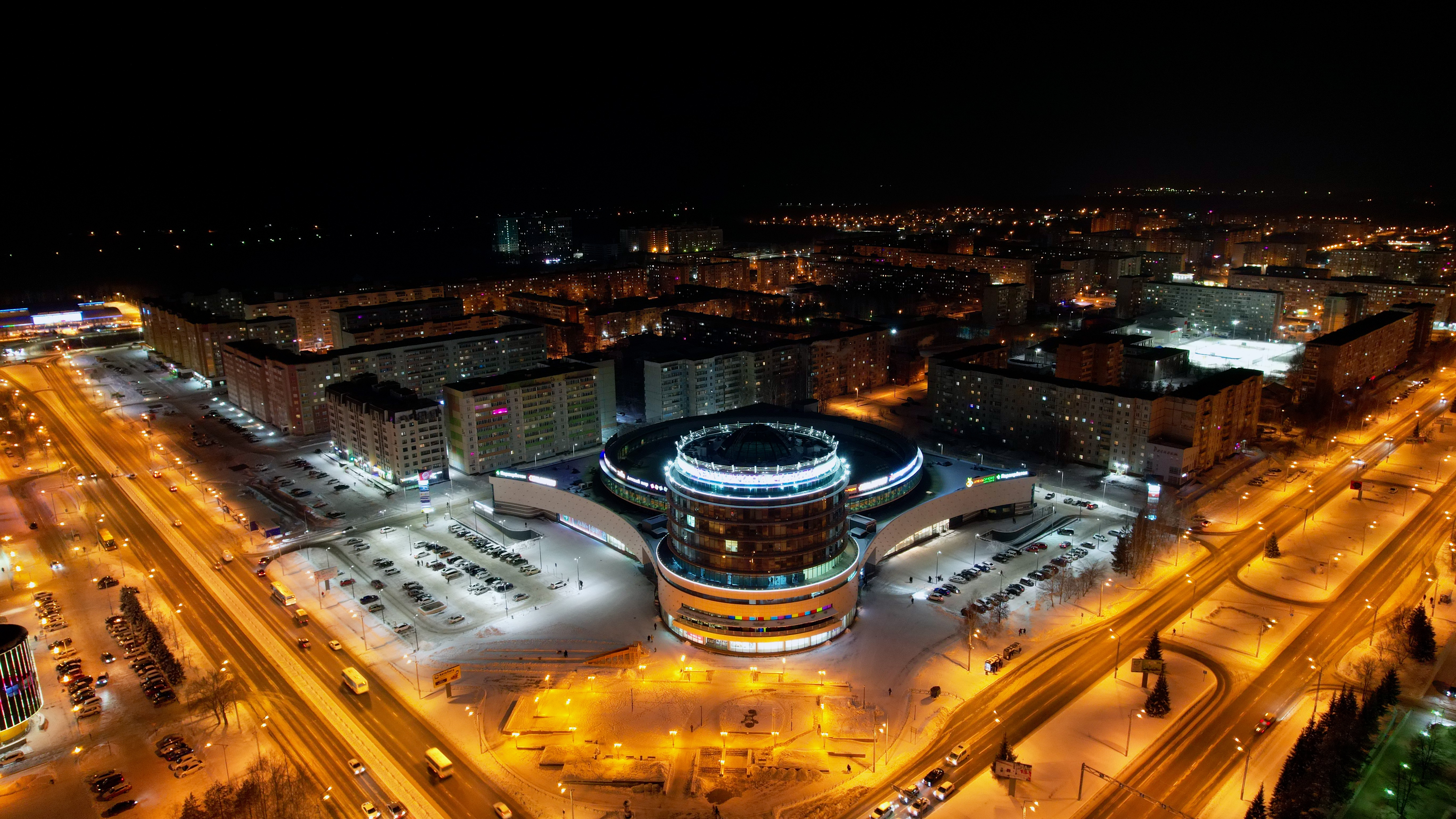
ТРЦ «Жемчужина Сибири»

- Центр искусств и культуры — основная концертная площадка города;
- ДЦ «Речник» — в основном выступают местные коллективы и звезды 90-х;
- ДЦ «Водник»;
- ДК «Синтез»;
- Летний амфитеатр в Саду Ермака (построен в 2013 г.). Декорациями этой уникальной кино-концертной площадки является открытый вид на нижний посад города;
- Органный зал (Костёл).

Кинозалы расположены в Торговых центрах «Жемчужина Сибири» и «РИО».
Кроме того, в городе имеется Туристический комплекс «Абалак» — место проведения фестиваля «Абалакское поле».

### Отражение города в искусстве
- Один из эпизодов знаменитого американского фильма «Большие гонки» посвящён посещению путешественниками «дикого» в представлении американцев Тобольска во время полярной ночи (хотя Тобольск не за Полярным кругом). Однако в советском прокате эта сцена по цензурным соображениям была вырезана.
- В Тобольске происходит действие фильма «Мраморный дом» режиссёра Бориса Григорьева.
- В Тобольске снимался остросюжетный фильм «Срочно…секретно…Губчека» режиссёра Александра Борисовича Косарева.
- В Тобольске снимался фильм «Золотая баба».
- В Тобольске снимался фильм Алексея Октябриновича Балабанова «Война», в этом же городе, по сюжету, проживал главный герой фильма Иван Ермаков.
- В начальных кадрах фильма «Наследники» режиссёра Константина Одегова крупным планом показывают Тобольский кремль.
- В Тобольске снимался фильм «Я обещала, я уйду…» (режиссёр Валерий Бакиевич Ахадов), где в главной роли снялась Елена Юрьевна Корикова.
- Городу и походу 2-й Тихоокеанской эскадры во время войны с Японией[источник не указан 1898 дней] в 1904 году посвящена песня Олега Митяева «Чужая война».
- Тобольск, как место ссылки семьи Николая Второго, упоминается в песне Максима Трошина «Всё теперь против нас».
- Городу посвящена «Тобольская симфония» (1971) новосибирского композитора Аскольда Фёдоровича Мурова.
- В городе разворачиваются события поэмы «Встреча в Тобольске» Сергея Давыдовича Давыдова.
- В городе происходит действие ряда поэм Леонида Николаевича Мартынова — «Тобольский летописец» (1937) и др.
- Фотография Тобольского Кремля, выполненная президентом РФ Дмитрием Анатольевичем Медведевым во время посещения Тобольска, продана на благотворительном аукционе в Санкт-Петербурге за 51 млн рублей[115].
- Главный герой романа «Дальнейшие приключения Робинзона Крузо» в течение 8 месяцев пережидает зиму в Тобольске.
- Пленение в Тобольске царевича Ураз-Мухаммеда и Кадыр Али-бека отражено в романе «Вешние снега» (1990) казахского писателя Мухтара Мухановича Магауина.
- Герой романа Брэма Стокера «Дракула» Квинси Моррис, когда речь заходит о плане поимки графа в Варне, вспоминает о том, как его вместе с Артуром Холмвудом (лордом Годалмингом) преследовала стая волков под Тобольском.
- В Тобольске проходит действие романа «Бубновый валет» русского писателя Владимира Викторовича Орлова.
- Съемки одной из частей фильма «Ёлки» проходили в аэропорту Тобольска[116].
- Тобольск является местом действия романа Алексея Иванова «Тобол», а также одноимённых фильма и сериала (съемки которых проходили в городе при активном участии местного населения)[117][118].
- В Тобольске (Тобольская губерния, Российская империя) 11 мая 1888 родился Израиль Моисеевич Бейлин ( англ. Irving Berlinм, композитор еврейского происхождения), позже эмигрировавший в Нью-Йорк, 14 сентября 1893 года. В США прославился как автор эстрадных песен, а также песни «Боже, благослови Америку», которая считается неофициальным гимном США. Наиболее известной исполнительницей данной композиции стала Кейт Смит. 21 сентября 2001 года, после терактов 11 сентября, канадская певица Селин Дион исполнила песню «God Bless America» во время телевизионного спецвыпуска «Америка: Дань уважения героям». В мае 2002 года Селин Дион исполняет леденящее душу исполнение песни «Боже, благослови Америку» на борту авианосца USS Harry S. Truman в программе CBS «Rockin' for the USA — A National Salute to the US Military».

Известные артисты, родившиеся в Тобольске: Лидия Николаевна Смирнова, Александр Гавриилович Абдулов, Елена Юрьевна Корикова.

## Социальная сфера

### Здравоохранение
Медицинская помощь населению города оказывается рядом муниципальных и негосударственных учреждений.

### Образование

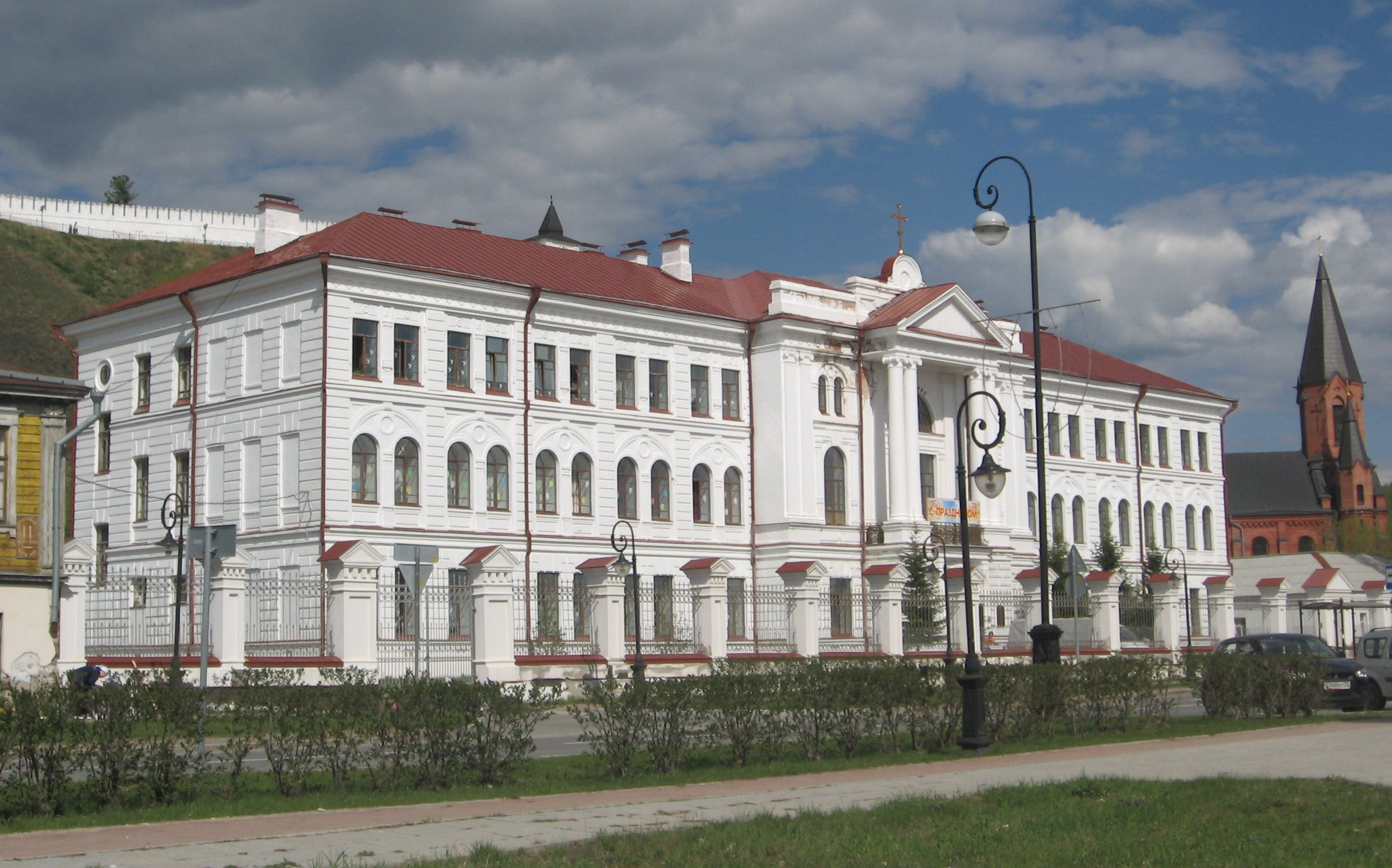
Тобольский педагогический институт имени Д. И. Менделеева

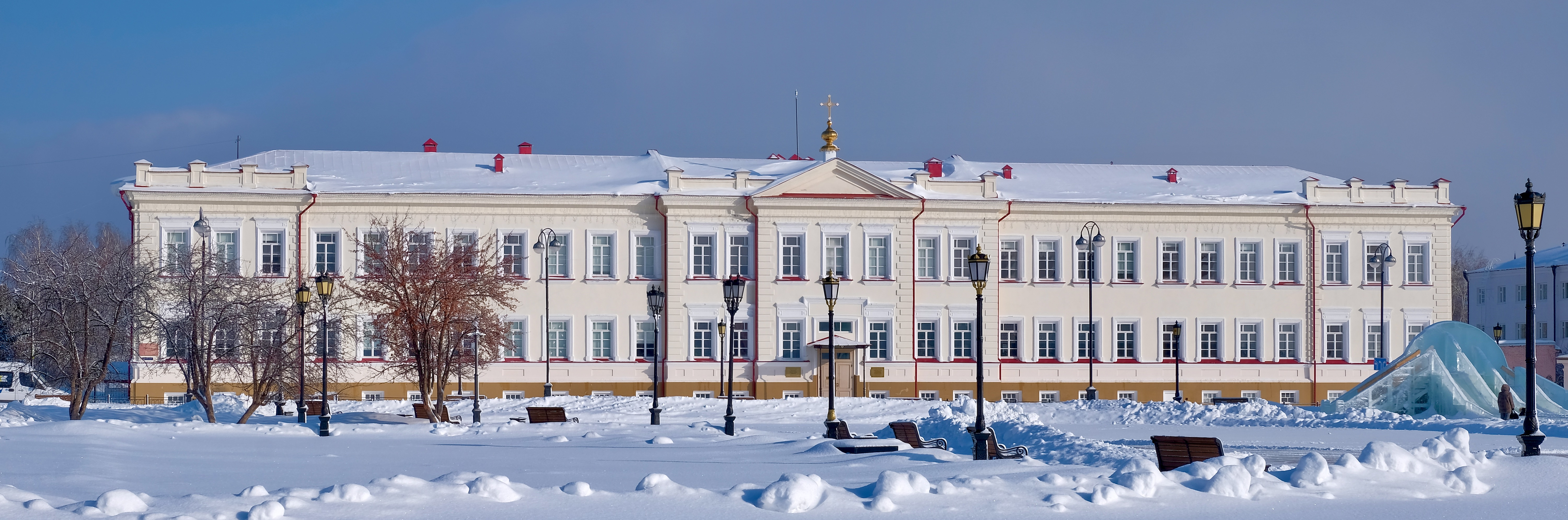
Духовное училище

В 2020 году образовательную деятельность осуществляют 23 муниципальных образовательных организаций: 7 дошкольных образовательных организаций, 16 общеобразовательных организаций (из них 7 организаций, имеющих структурное подразделение «Детский сад»).
Среднее общее образование представлено рядом общеобразовательных организаций: средние общеобразовательные школы № 1, 2, 5, 6, 7, 9, 12, 13, 14, 15, 16 имени В. П. Неймышева, 17, 18, 20, Гимназия имени Н. Д. Лицмана, Православная гимназия во имя святителя Иоанна, митрополита Тобольского, Лицей.
Среднее профессиональное образование предоставляют 4 учебных заведения: Тобольский медицинский колледж имени Володи Солдатова, Тобольский многопрофильный техникум (в том числе отделение Искусств и культуры им. А. А. Алябьева), Тобольский рыбопромышленный техникум, Тобольский педагогический институт им. Д. И. Менделеева (факультет среднего профессионального образования).
Высшее образование предоставляют 3 учебных заведения: Тобольская духовная семинария, Тобольский индустриальный институт, Тобольский педагогический институт им. Д. И. Менделеева.

### Государственный архив
Один из старейших и значимых по количеству и ценности документов архив в России. Входит в структуру архивной службы Уральского федерального региона. Административное положение Тобольска, бывшего в XVIII—XIX вв. столицей обширной территории Сибири оказало влияние на формирование состава документов архива. В нём сосредоточены фонды губернских учреждений, которые отражают все стороны экономики, социального развития и быта Сибири. Фонды архива содержат документальные материалы об управлении губернией, торговле и ярмарках в Сибири, общие описания и статистические данные о фабриках и заводах, об урожайности хлебов и трав, о способах промысла зверя и птицы, о кустарных промыслах населения, о животноводстве, маслоделии, о ценах на товары, а также переписные листы первой Всероссийской переписи населения 1897 г. Самые ранние документы относятся к первой половине XVIII в. Из которых наиболее интересны по своему содержанию материалы Тобольской Духовной консистории — о миссионерской деятельности церквей, монастырей, миссионерских станов, о борьбе с расколом и религиозными культами народностей Севера.

## Религия

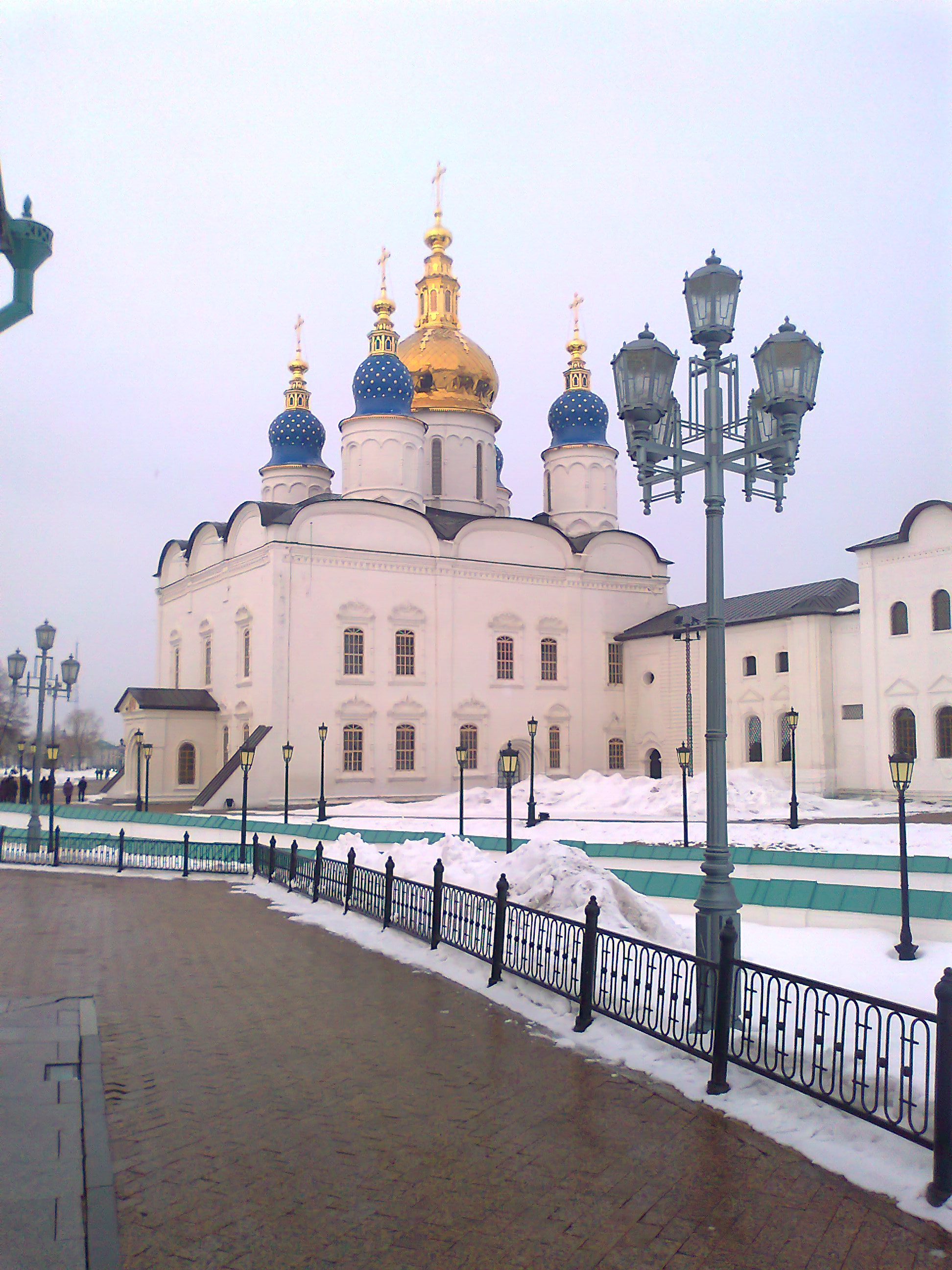
Софийско-Успенский собор (1686 г.). Центр паломничества. Старейший храм в Сибири

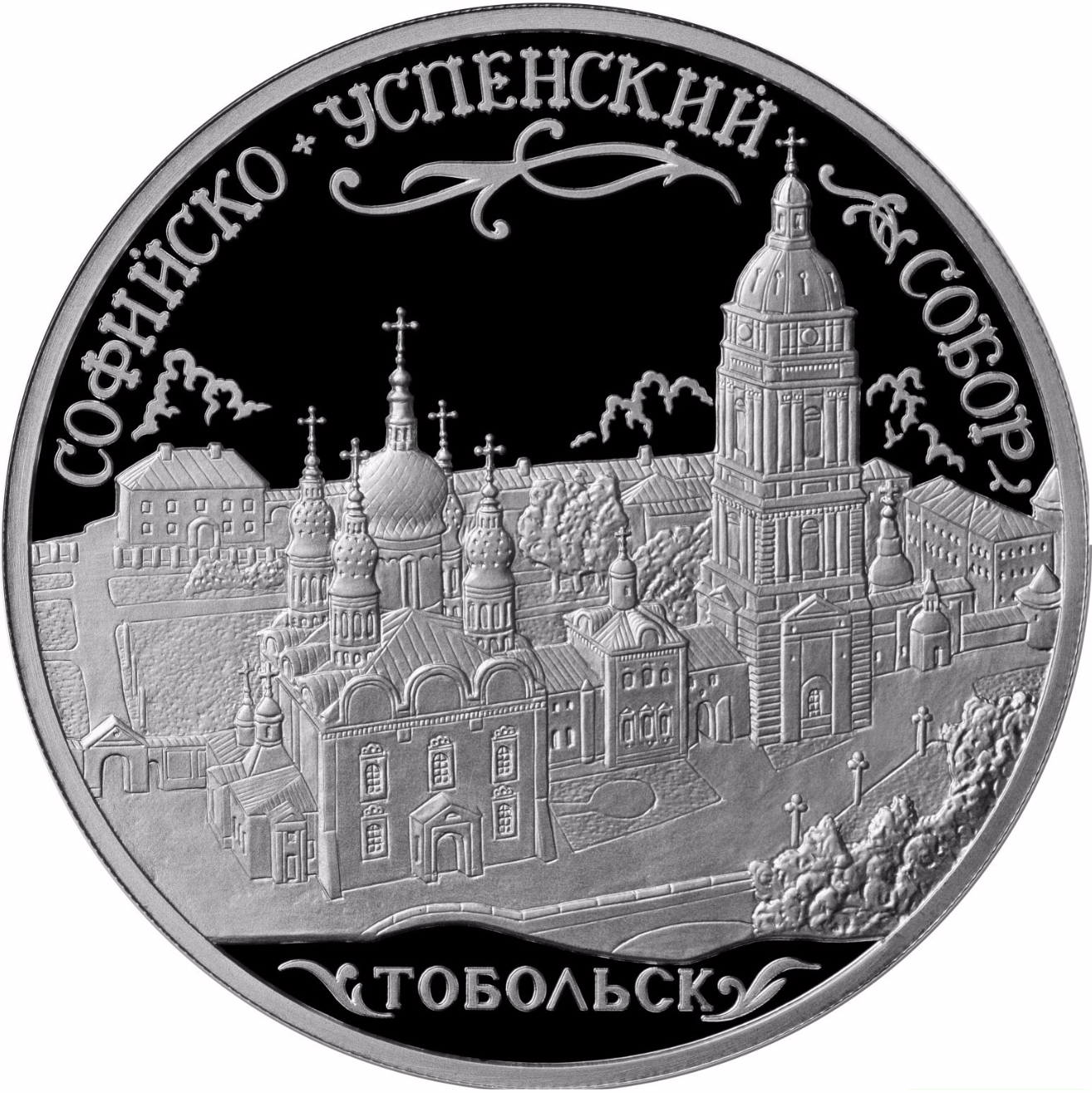
Памятная монета Банка России (2015)

Тобольск — православный центр Тюменской области. В Тобольском кремле, на Красной площади находится епархиальное управление Тобольско-Тюменской епархии Русской православной церкви. Церкви и соборы РПЦ в Тобольске входят в Тобольское благочиние.
В 1743 году в Тобольске открылась духовная семинария.
В Тобольске находится действующий костёл Пресвятой Троицы Римско-католической церкви.
В городе имеется несколько зарегистрированных протестантских общин, включая баптистскую общину.
Мусульманская община города владеет двумя крупными мечетями: старой Тобольской мечетью (она находится в подгорной части города, в бывшей татаро-бухарской слободе) и новой торжественно открытой в 2014 году в современных микрорайонах города. Также при общине действует медресе. Всего в Тобольском районе действует 16 крупных и малых мечетей.
Также в Тобольске действует церковь евангельских христиан «Слово жизни».

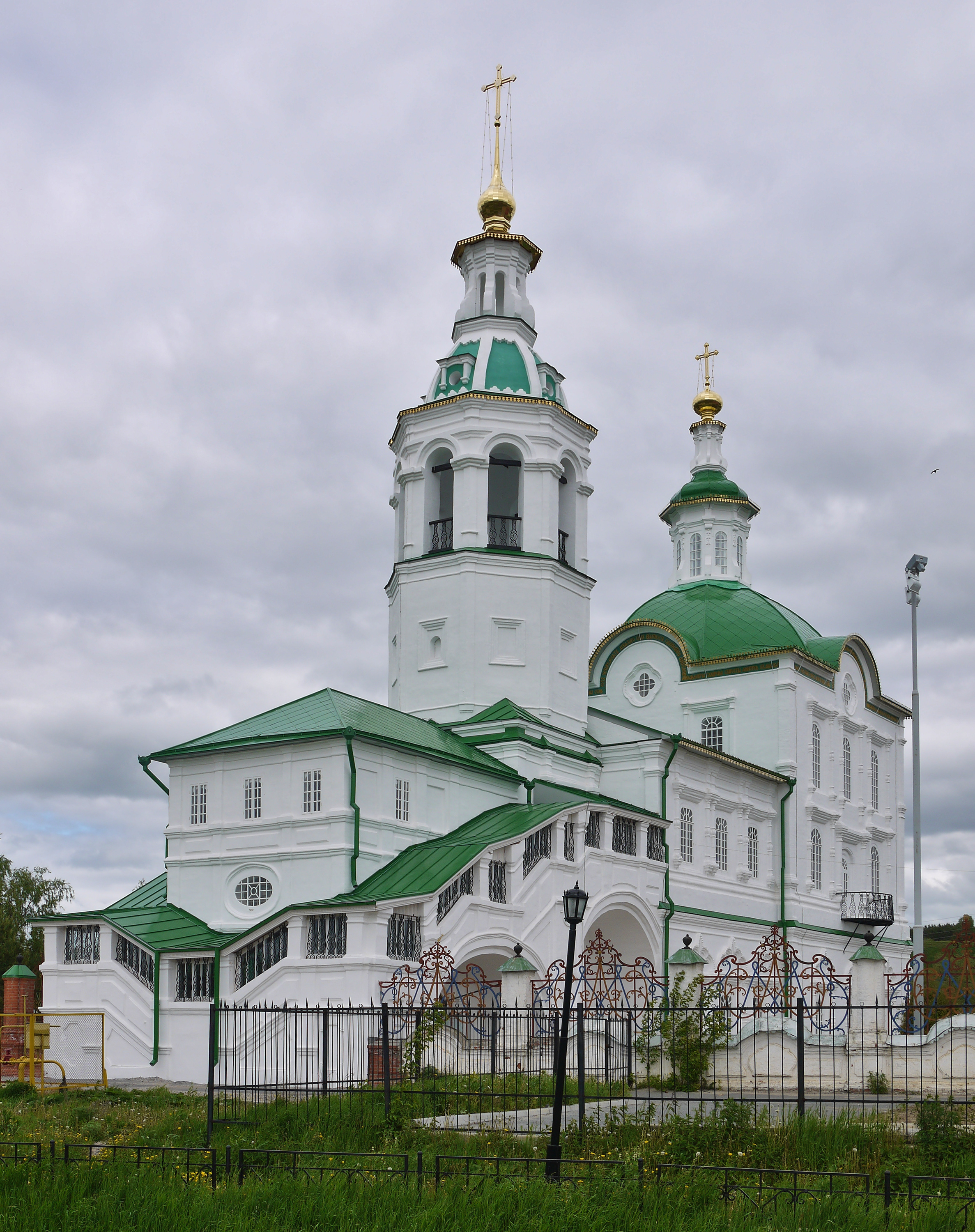
Храм Архангела Михаила (1745 г.)
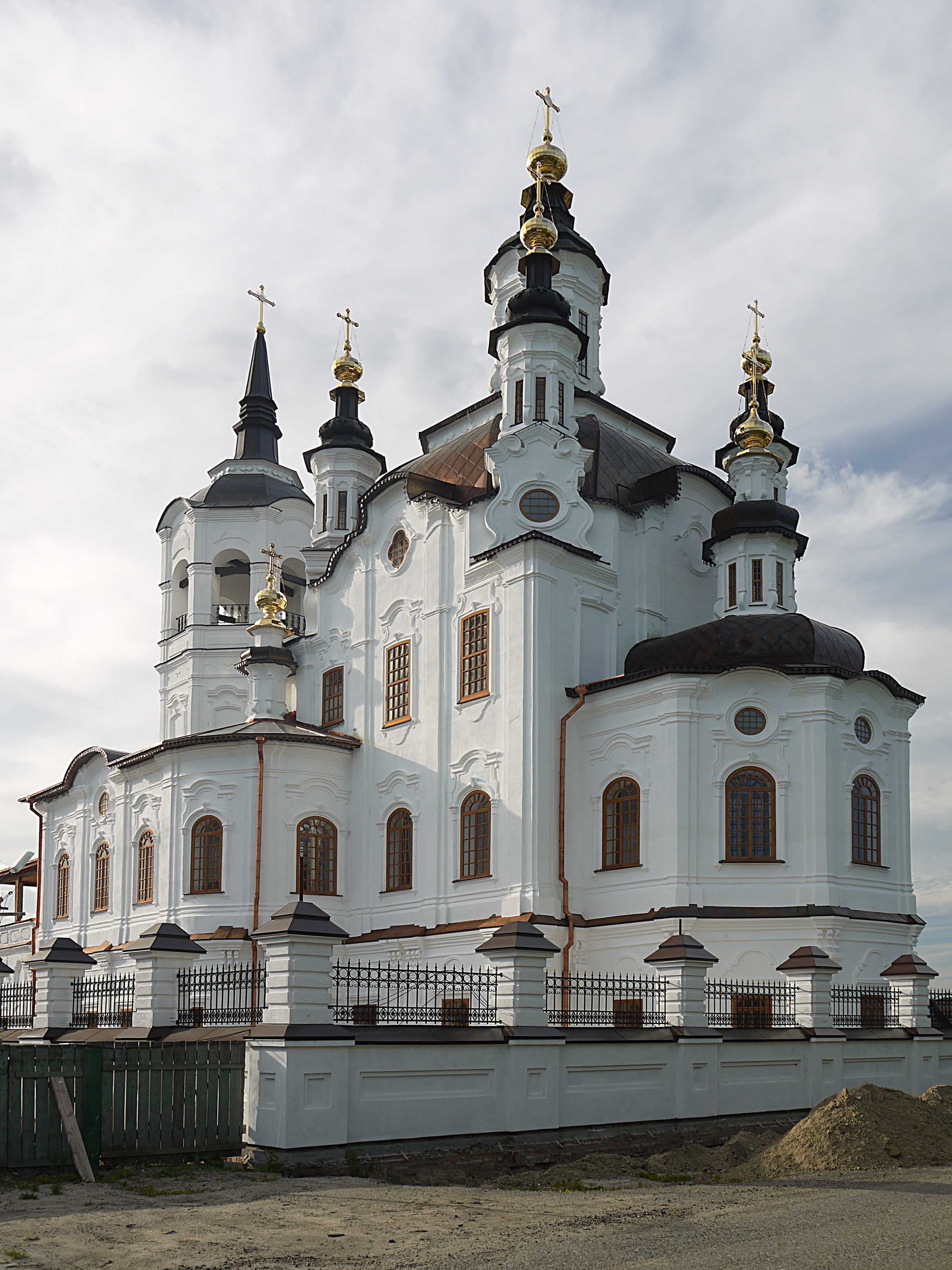
Церковь Захарии и Елизаветы (1776 г.)
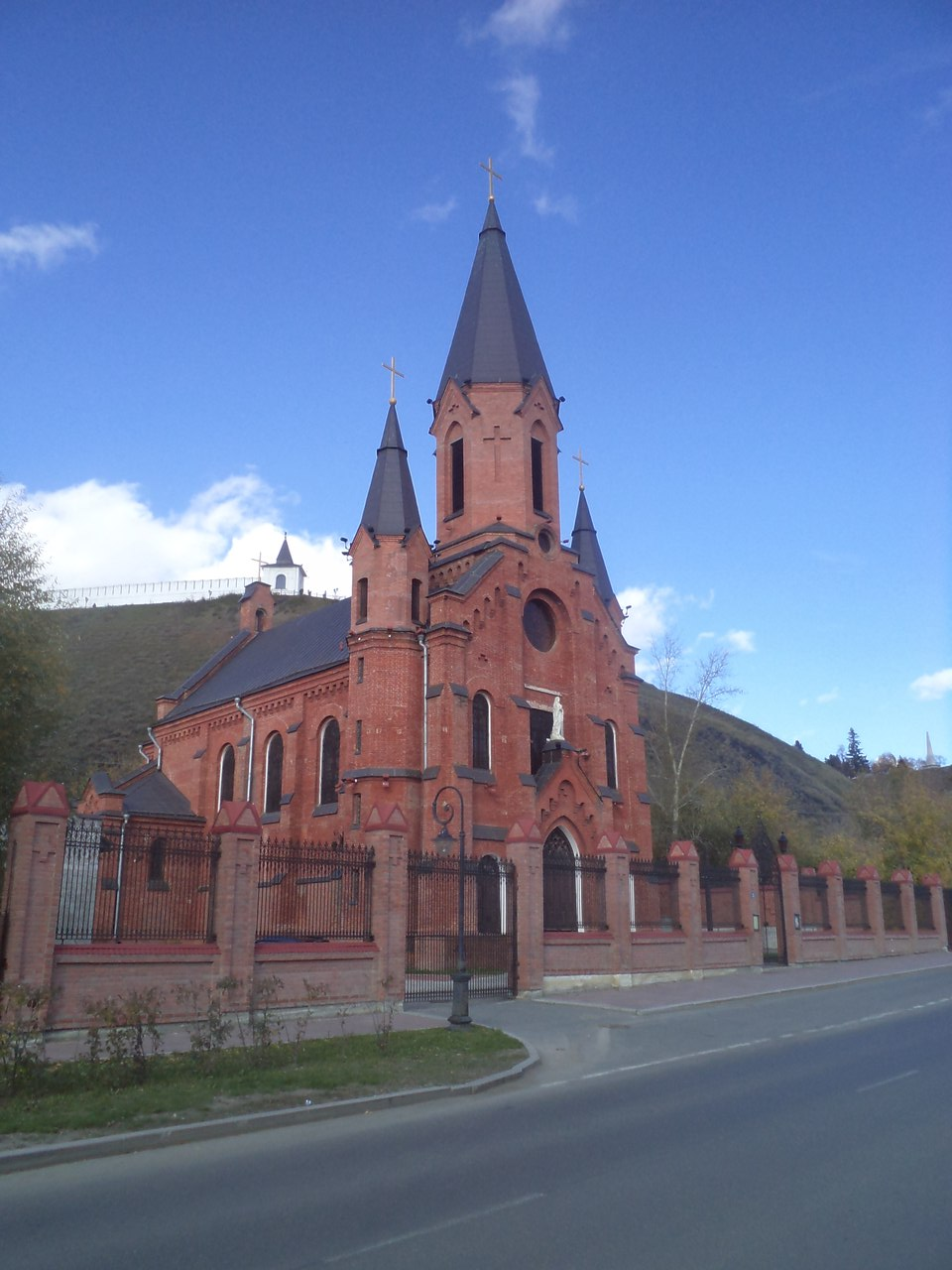
Костёл Пресвятой Троицы Римско-католической церкви (Органный зал) (1900)
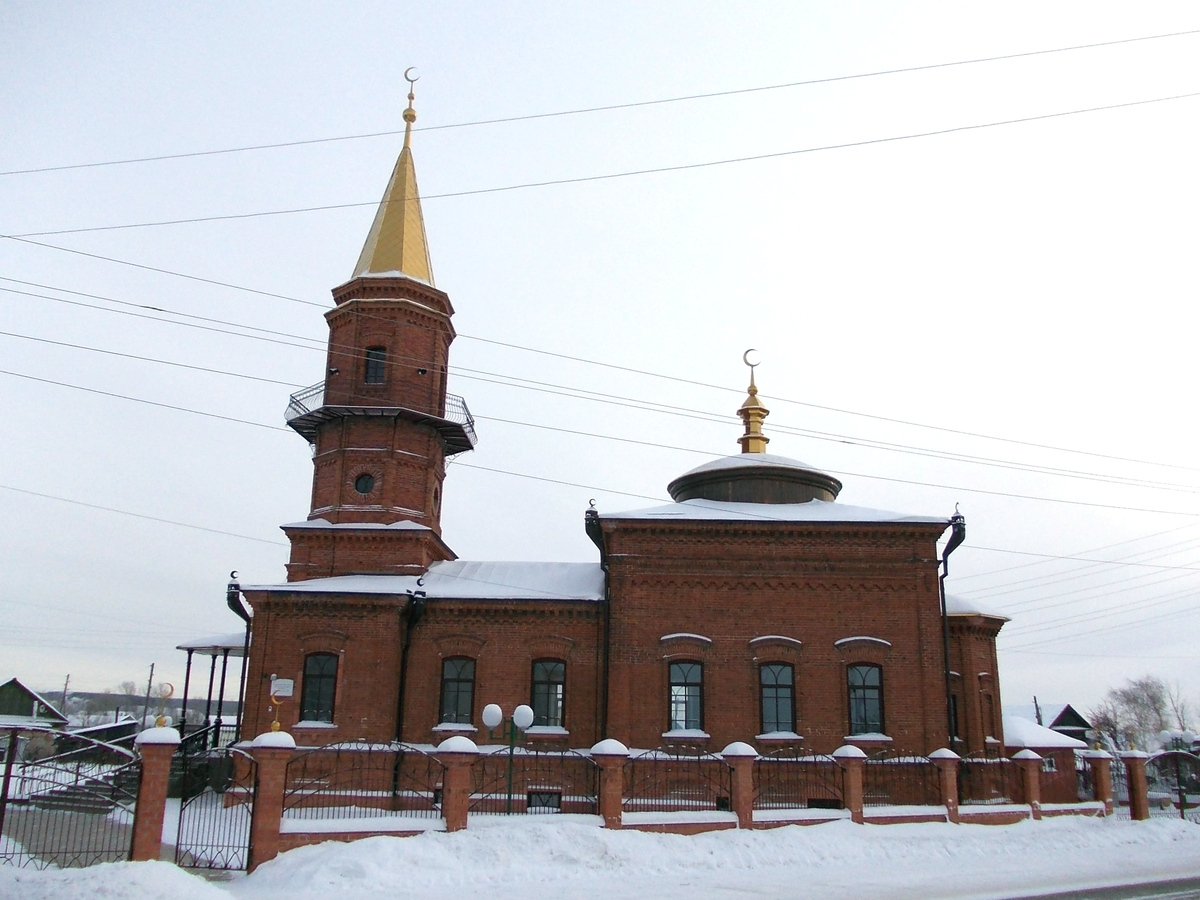
Тобольская мечеть (1890)

## Спорт
Главным спортивным ядром города является мультиспортивный стадион «Тобол», рассчитанный на принятие соревнований областного и регионального уровня по футболу, лёгкой атлетике, лыжным гонкам. Трибуны стадиона рассчитаны на 3402 индивидуальных места. Так же на территории стадиона располагается лыже-роллерная трасса, малое футбольное поле, площадка для стритбола, теннисный корт. В 2012 году на территории стадиона открыт новый крытый спортивный комплекс, включающий в себя: арену для внутригородских и областных соревнований (мини-футбол, волейбол и др.) с трибунами на 250 мест и балконами способными принять до 300 зрителей; малые спортивные залы; гостиницу для спортсменов и пр.

Стадион Тобол

Помимо стадиона в городе существует ряд спортивных комплексов:
- ДС «Кристалл» (две крытые ледовые арены);
- Центр гимнастики один из основных спортивных объектов города. Большой зал Центра, предназначен для проведения региональных соревнований, оборудован выдвижными трибунами. Также предусмотрены залы для занятий танцами, гимнастикой и другими видами силового и хореографического спорта (построен в 2023 году).[134].
- СК «Чемпион» (бассейн построен в 2021 г.)
- СК «Лидер» (единоборства, настольный теннис, спортивные танцы)
- СК «Энтузиаст» (бокс)
- СК «Иртыш» (тяжёлая атлетика, мини-футбол, шахматы, фитнес-аэробика, волейбол, смешанные боевые искусства)
- СК «Центральный» (баскетбол, волейбол)
- СК «Олимп» (бокс, тяжёлая атлетика, единоборства)
- СК «Молодость» (бассейн, настольный теннис, баскетбол, фитнес, тренажёрный зал)
- Центр гимнастики с трибунами на 350 зрителей[82]
- ФОК «Тигрёнок» (единоборства, бассейн)
- Крытый скейт-парк «Максимум» (построен в 2020 году)[135]

В 2023 году было завершено строительство четырёхэтажного Центра гимнастики, который стал одним из основных спортивных объектов города. Большой зал Центра, предназначенный в том числе для проведения региональных соревнований, оборудован выдвижными трибунами. Также в центре есть залы для занятий танцами, гимнастикой и другими видами силового и хореографического спорта.
Футбол представлен любительским футбольным клубом «Тобол», участником и многократным призёром соревнований Третьего дивизона зоны «Урал и Западная Сибирь». В 2012 году «Тобол» стал победителем Первенства 2011/12 в своей зоне Третьего дивизиона, а также впервые в истории вышел в финал Кубка СФФУр среди клубов Третьего дивизона.

«Тобол» в сезоне 2024 года

Баскетбольный клуб «Нефтехимик» — постоянный участник соревнований в Высшей лиге Первенства России. Домашние матчи проводит на паркете СК «Центральный» (350 мест). В 2023 году клуб занял третье место в чемпионате страны среди мужских команд Высшей лиги.
Во дворце спорта «Кристалл» базируется хоккейный клуб «Ангел Сибири». Помимо взрослой команды (многократный победитель и призёр Первенства области по хоккею) больших успехов добиваются юные хоккеисты разных возрастов. Последние годы существуют планы о заявке ХК «Ангел Сибири» на Всероссийские соревнования (1-я лига РХЛ), пока команда играет в первенстве области и всероссийской студенческой лиге (зона «Урал»)
В городе имеется горнолыжный «Курорт Алемасова», на трассах которого проходят областные соревнования лыжников и сноубордистов.

## СМИ
В Тобольске издаются газеты: «Тобольская правда» (с 21 апреля 1918 года), «Советская Сибирь» (с 20 апреля 1962 года), «Тобольск-Содействие», «Дюжина» (с 1996 года) и другие.
Работает телеканал «Тобольское время».

## Достопримечательности

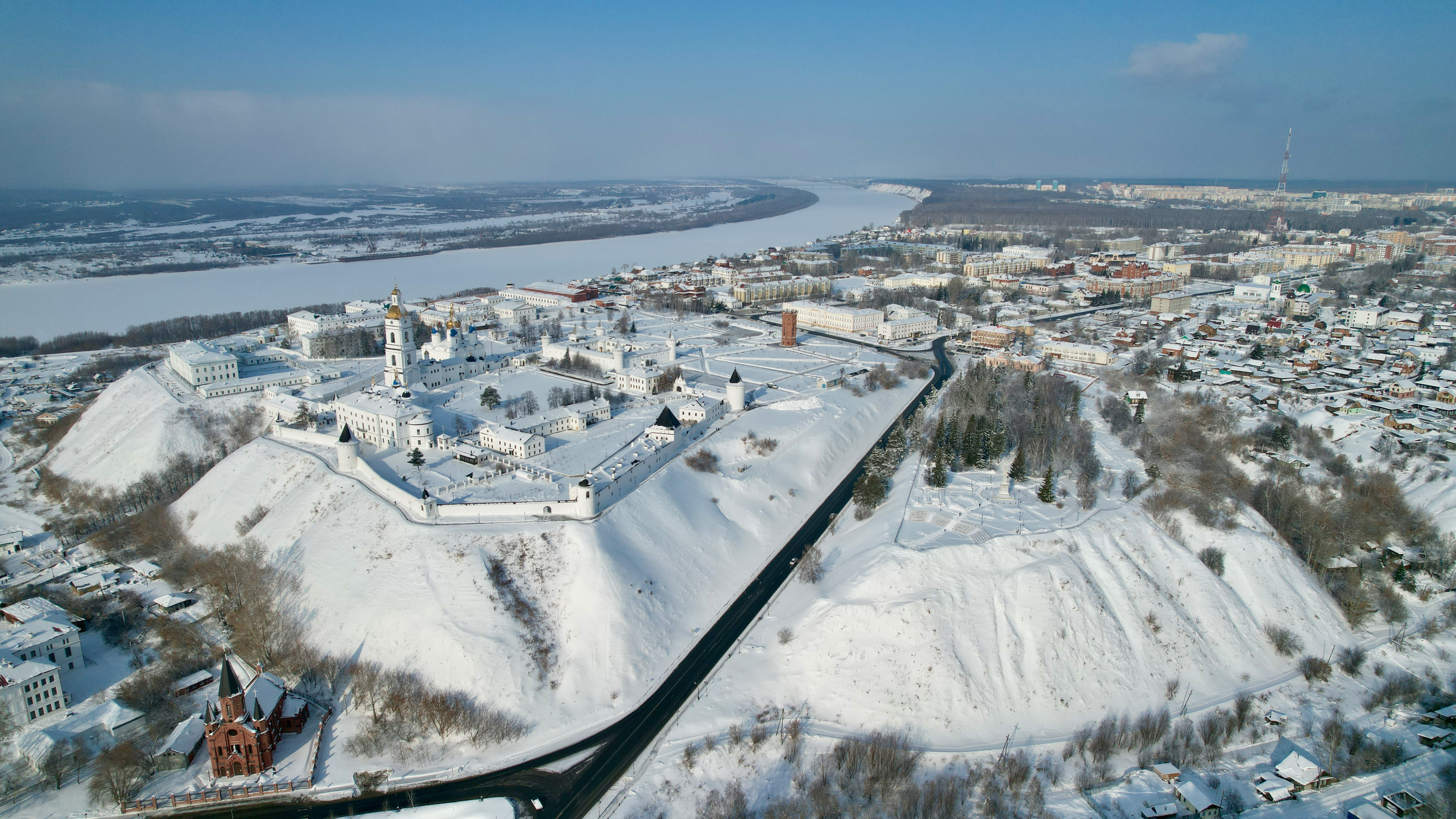
Тобольский кремль и сад Ермака

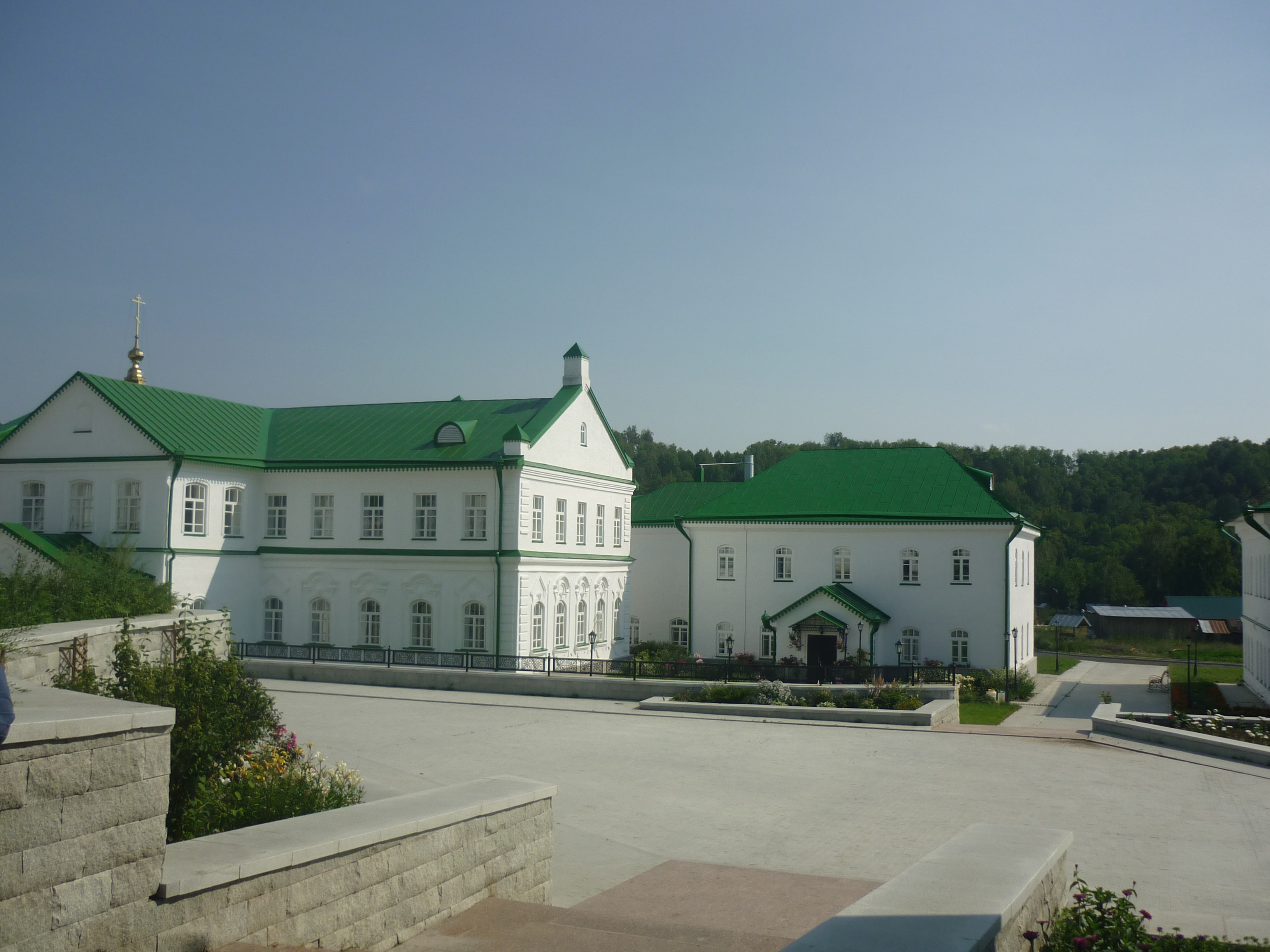
Иоанно-Введенский женский монастырь (основан в 1653 г.)

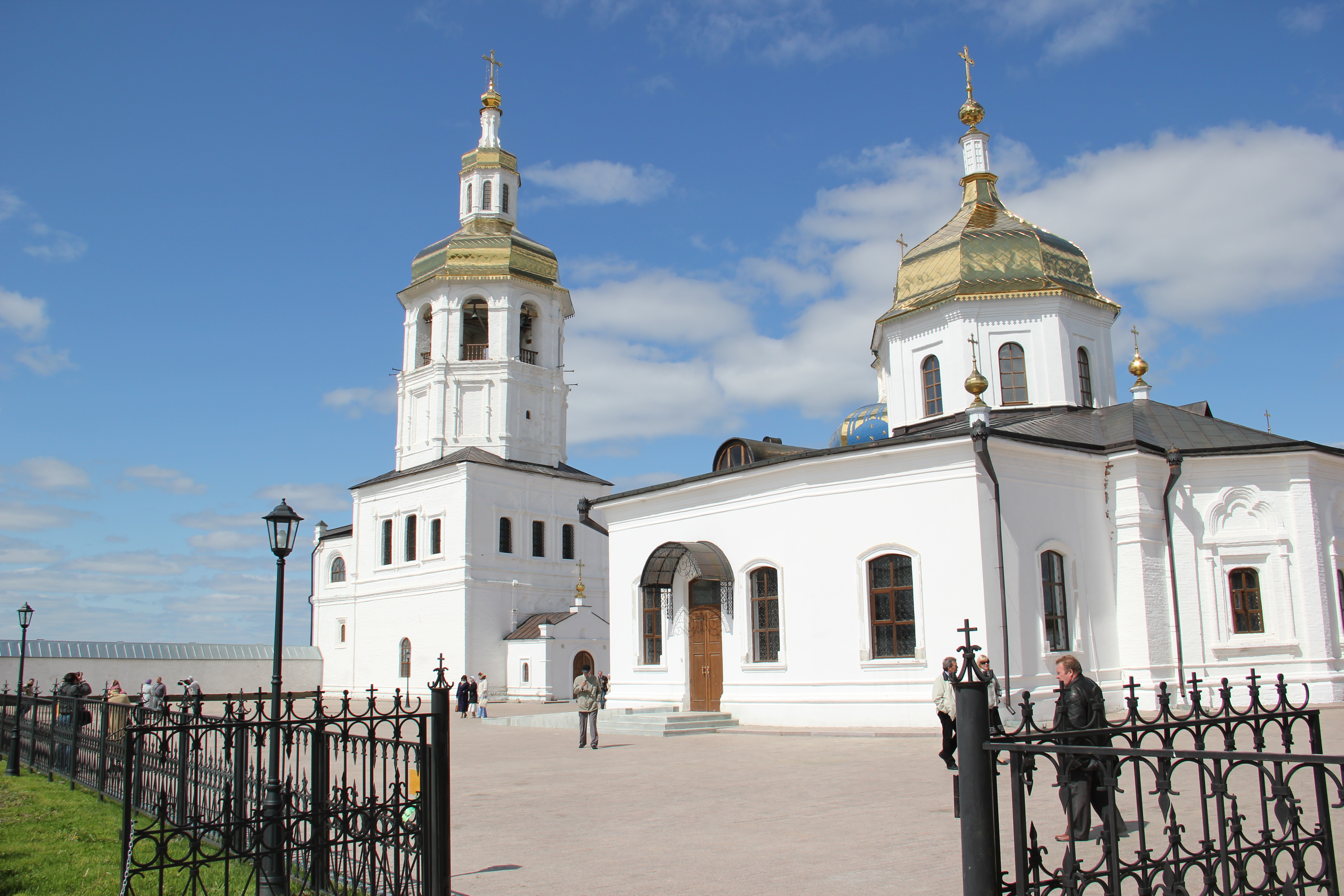
Никольская церковь Знаменского мужского монастыря (монастырь основан в 1623 г. — старейший в Сибири)

Главная достопримечательность города Тобольский кремль — единственный каменный кремль в Сибири. Нередко его называют жемчужиной Сибири. Кремль расположился на верхней части Троицкого мыса. Объекты Кремля (рентерея, дворец наместника, гостиный двор и др.) имеют огромное значение в истории развития всего Сибирского региона. Особое место в Кремле занимает Софийско-Успенский собор — самое старое каменное сооружение в Сибири. Собор построен в 1686 году по типу крестово-купольных храмов. Прототипом Софийского собора был Вознесенский собор Московского кремля. В настоящее время Собор Административный центр паломничества Тобольско-Тюменской епархии.
Важнейшее значение с точки зрения религии, истории и архитектуры имеют действующие монастыри Тобольска Знаменский и Иоанно-Введенский, первый является старейшим монастырём в Сибири.
Недавно отреставрированный Тюремный замок был построен в 1838 году и служил как пересыльно-каторжная тюрьма. В стенах замка побывали такие известные люди, как Фёдор Михайлович Достоевский, Николай Гаврилович Чернышевский, Михаил Васильевич Петрашевский, Владимир Галактионович Короленко, Александр Исаевич Солженицын и другие.
На старинном Завальном кладбище города сохранилось много интересных захоронений. Здесь похоронены писатель Пётр Павлович Ершов, поэт Д. Давыдов, вторая жена писателя Александра Николаевича Радищева Елизавета Васильевна Рубановская, декабристы Вильгельм Карлович Кюхельбекер, Александр Николаевич Муравьёв, Фердинанд Богданович Вольф, Флегонт Миронович Башмаков, родственники химика Дмитрия Ивановича Менделеева и другие.
В городе сохранились здания, в которых учился и жил химик Дмитрий Иванович Менделеев, отбывал свою ссылку последний император России Николай II.

Памятник Александру Александровичу Алябьеву

Тобольск имеет много памятников и скульптур, в том числе: памятник Фёдору Михайловичу Достоевскому, памятник Александру Александровичу Дунину-Горкавичу, памятник Петру Павловичу Ершову, памятник жёнам декабристов, памятник Дмитрию Ивановичу Менделееву и др. В 2007 году установлена скульптура «Пара коней, запряжённых в экипаж» работы белорусского скульптора В. Жбанова. В 2017 году в городе установлен памятник Александру Александровичу Алябьеву работы московского скульптора Сергея Григорьевича Мильченко.

### Объекты культурного наследия

#### Федеральные

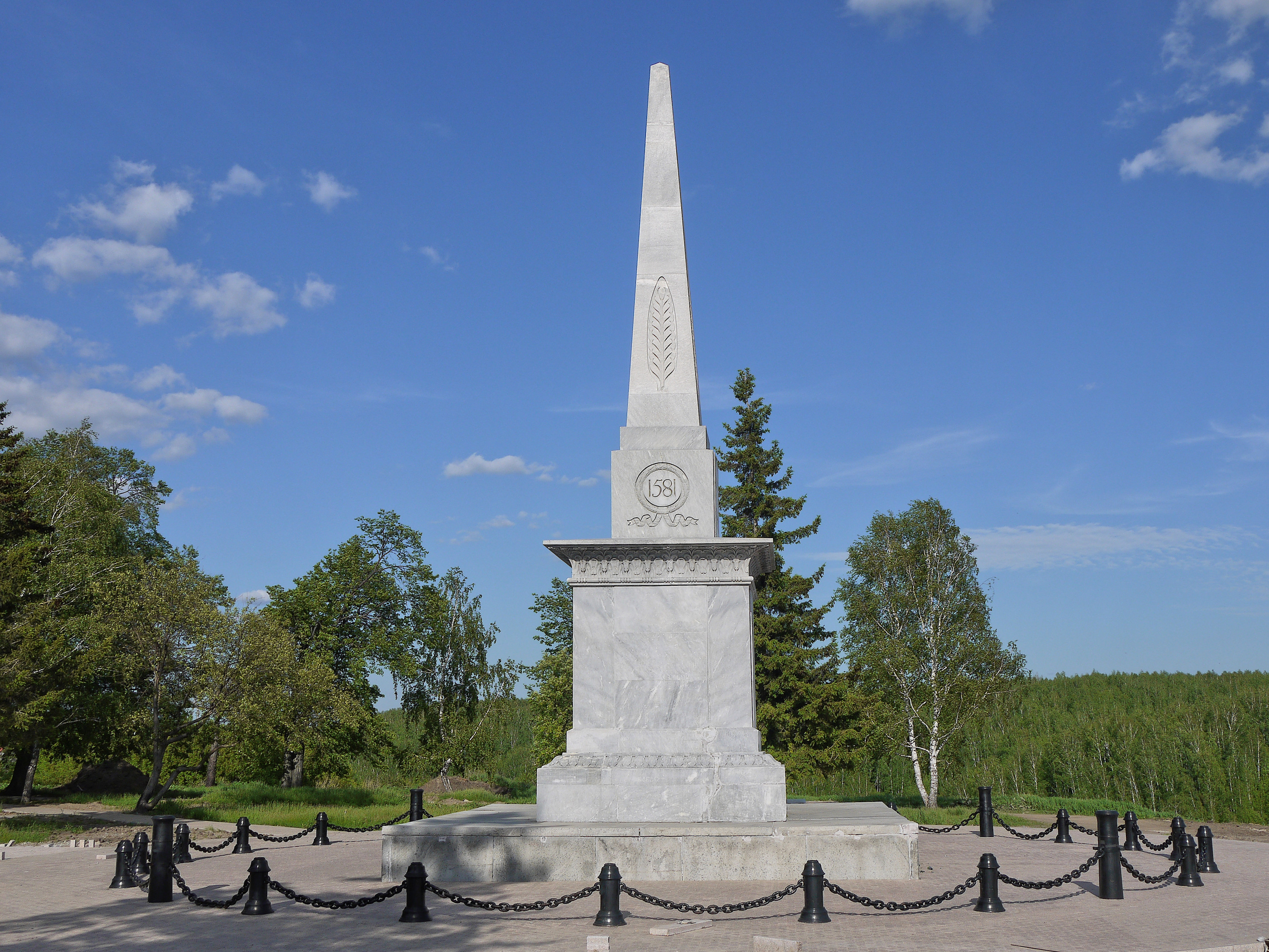
Обелиск, сооружённый в память Ермака Ивана Тимофеевича

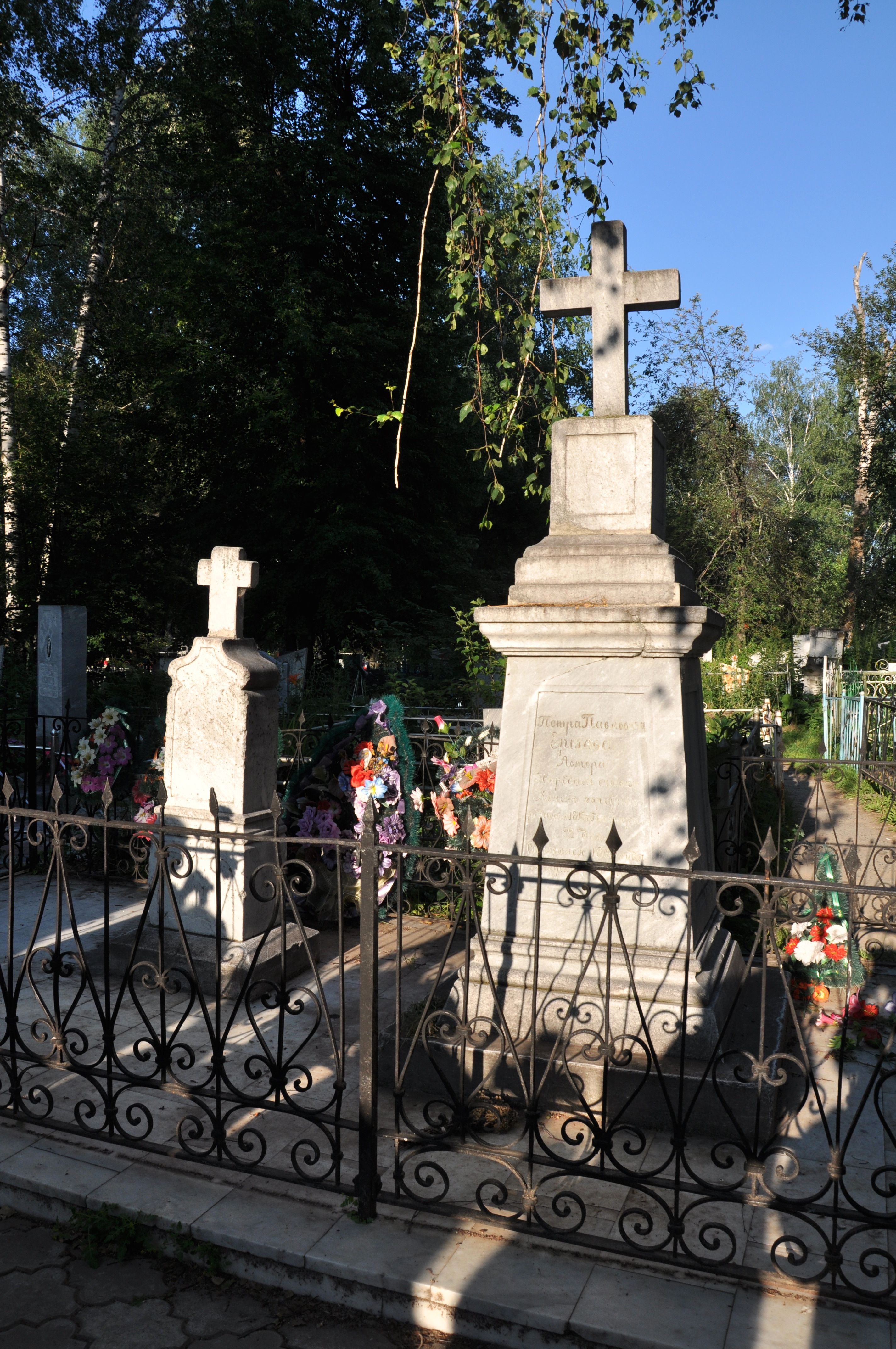
Памятник на могиле П. П. Ершова

В Тобольске числятся 36 федеральных объектов культурного наследия (в том числе утраченные), не считая объектов в составе комплексов. Важнейшие из них:
- Тобольский кремль — единственный в Сибири каменный кремль
- Тюремный замок
- Храм Архангела Михаила (Михаило-Архангельская церковь)
- Церковь Семи отроков Эфесских
- Церковь Петра и Павла
- Церковь Андрея Первозванного (Андреевская церковь)
- На старом Завальном кладбище остались могилы декабристов: Семёна Григорьевича Краснокутского, Александра Петровича Барятинского, Вильгельма Карловича Кюхельбекера, Степана Михайловича Семёнова, Александра Михайловича Муравьёва, Фердинанда Богдановича Вольфа, Флегонта Мироновича Башмакова. А также могилы других известных людей: Петра Павловича Ершова, Петра Андреевича Словцова, Павла Арсеньевича Грабовского.
- Дом генерал-губернатора, в котором жил во время своей ссылки в Сибирь отрёкшийся от престола Николай II с семьёй[139].
- Церковь Рождества Пресвятой Богородицы (разрушена)
- Спасская церковь

#### Региональные
- Иоанно-Введенский монастырь
- Знаменский монастырь
- Абалакский Знаменский монастырь
- Тобольский государственный музей-заповедник с рентереей
- Католический храм Пресвятой Троицы
- Деревянный резной театр — Народная аудитория (сгорел в 1990)
- Крестовоздвиженская церковь
- Церковь Захария и Елизаветы
- Церковь Параскевы Пятницы
- Троицкий собор (разобран)
- Церковь Святого Николая Чудотворца (Никольская церковь)
- Богоявленская церковь (ныне разрушена)
- Тобольская мечеть
- Лютеранская церковь (разрушена в 1967 году)
- Памятник П. П. Ершову
- Памятник Ф. М. Достоевскому

### Особо охраняемые природные территории
Региональные памятники природы:
- Панин бугор (468 га)
- Окрестности дома отдыха «Тобольский» (196 га)
- Киселёвская гора с Чувашским мысом (93 га)

## Города-побратимы
- Ишим, Россия[140]
- Ирбит, Россия[141]
- Могилёв, Беларусь[142]
- Саки, Россия[143]
- Каунсил-Блаффс, штат Айова, США[144][145]

## Галерея

Исторические фотографии Тобольска
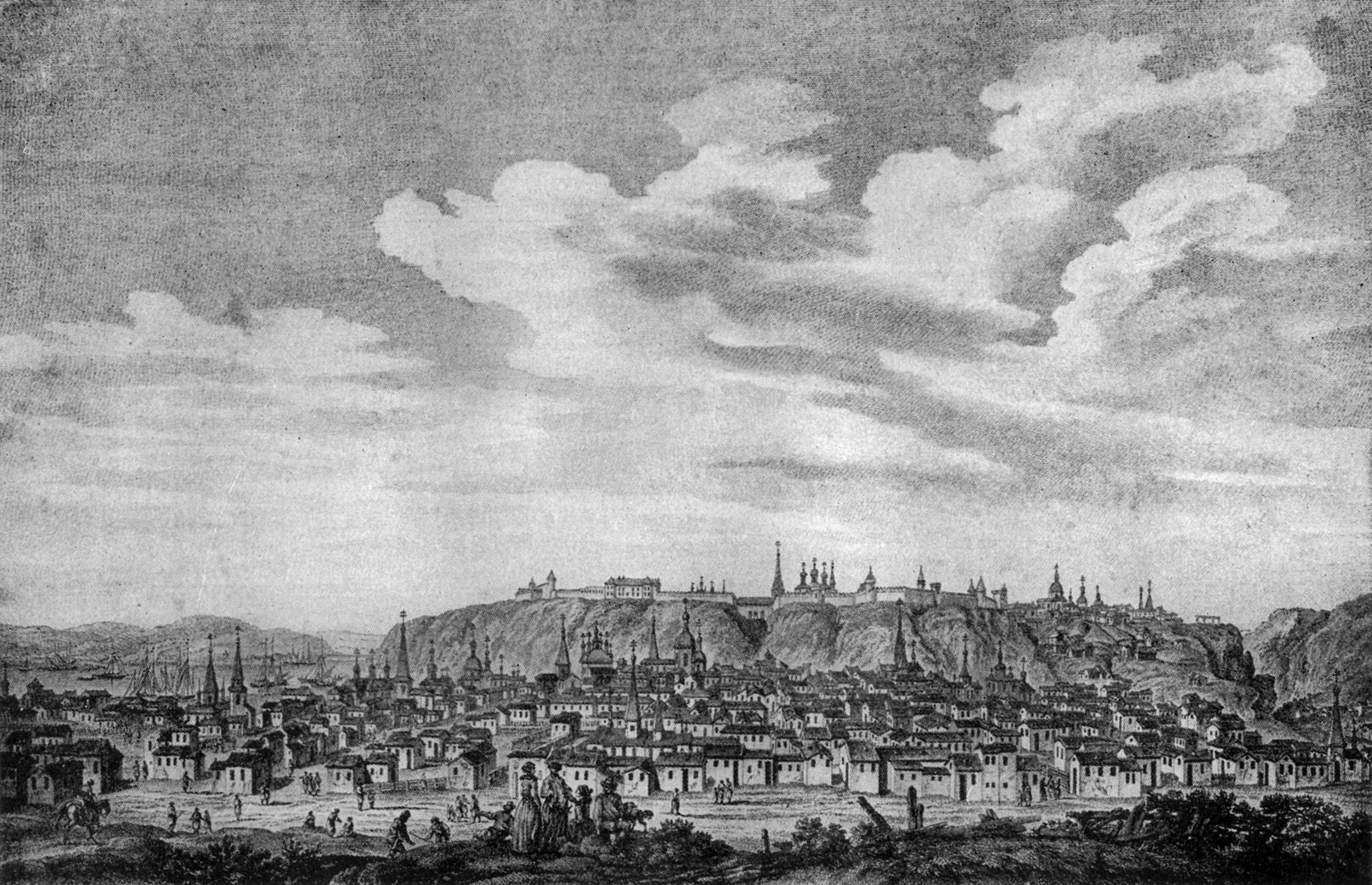
Картинка-политипаж из книги Альфреда Никола Рамбо «Живописная история древней и новой России» (1880)
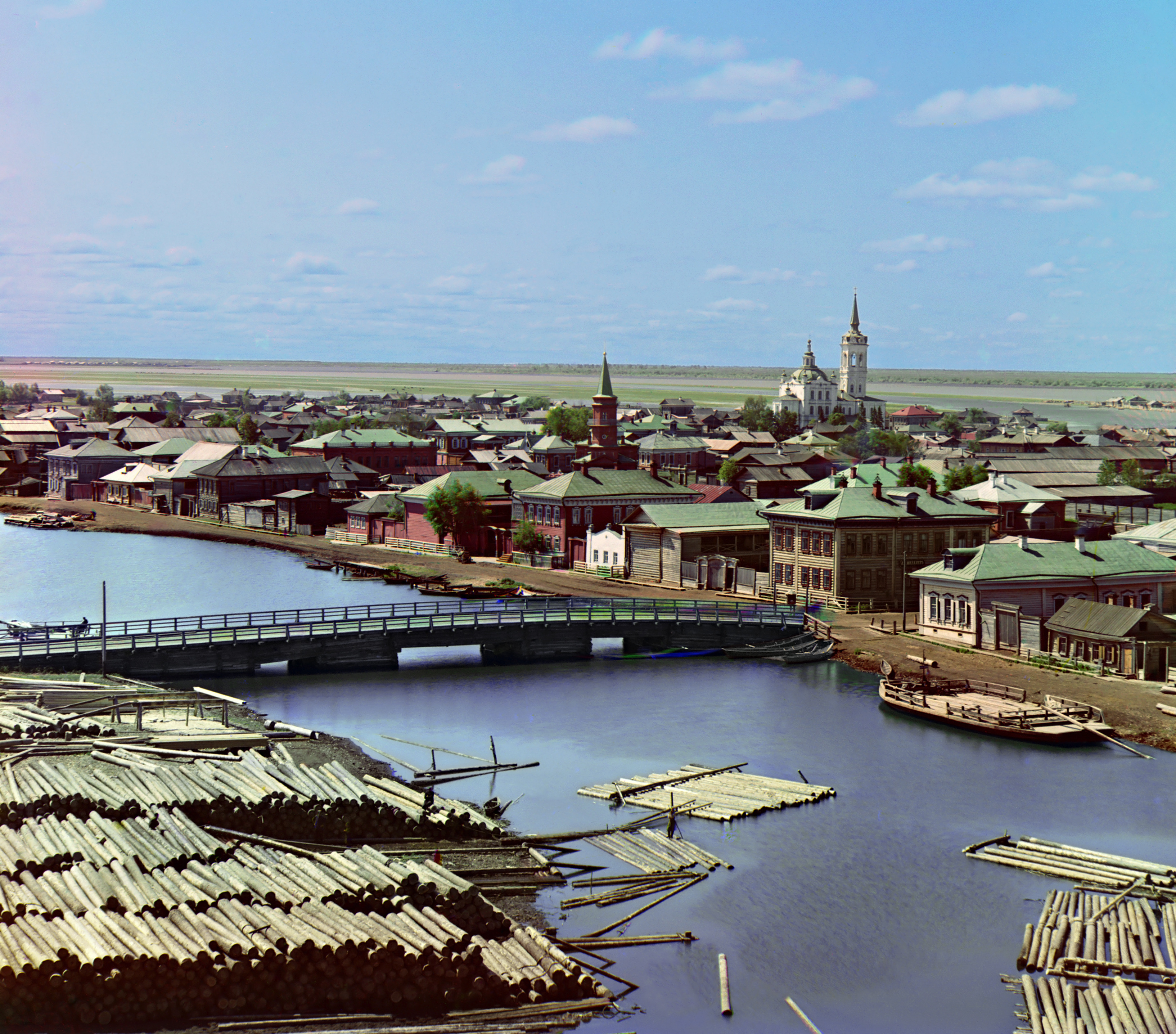
Вид с колокольни Преображенской церкви (фото Сергея Михайловича Прокудина-Горского, 1912)
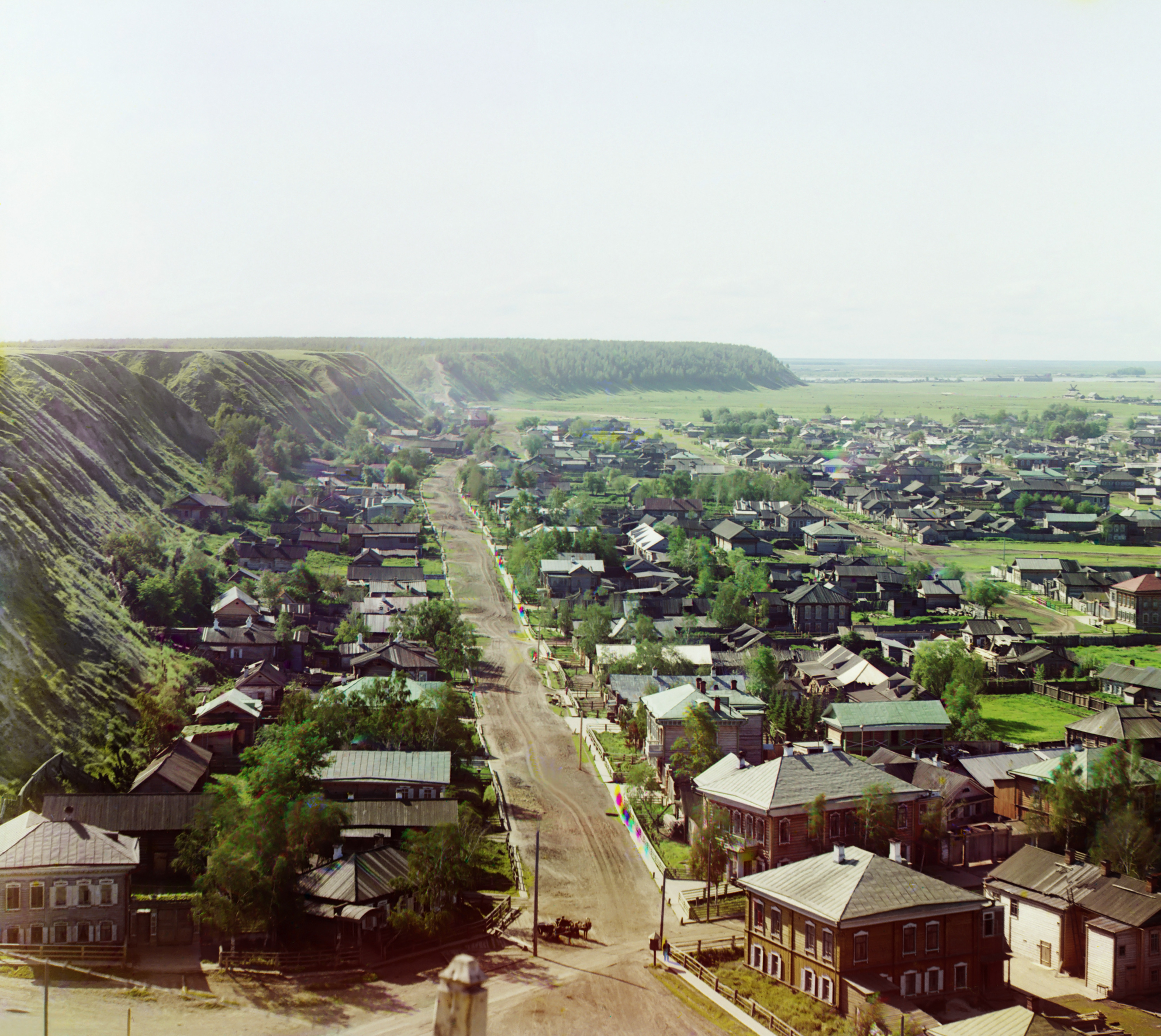
Вид на Тобольск с Успенского собора с северо-запада (1912)
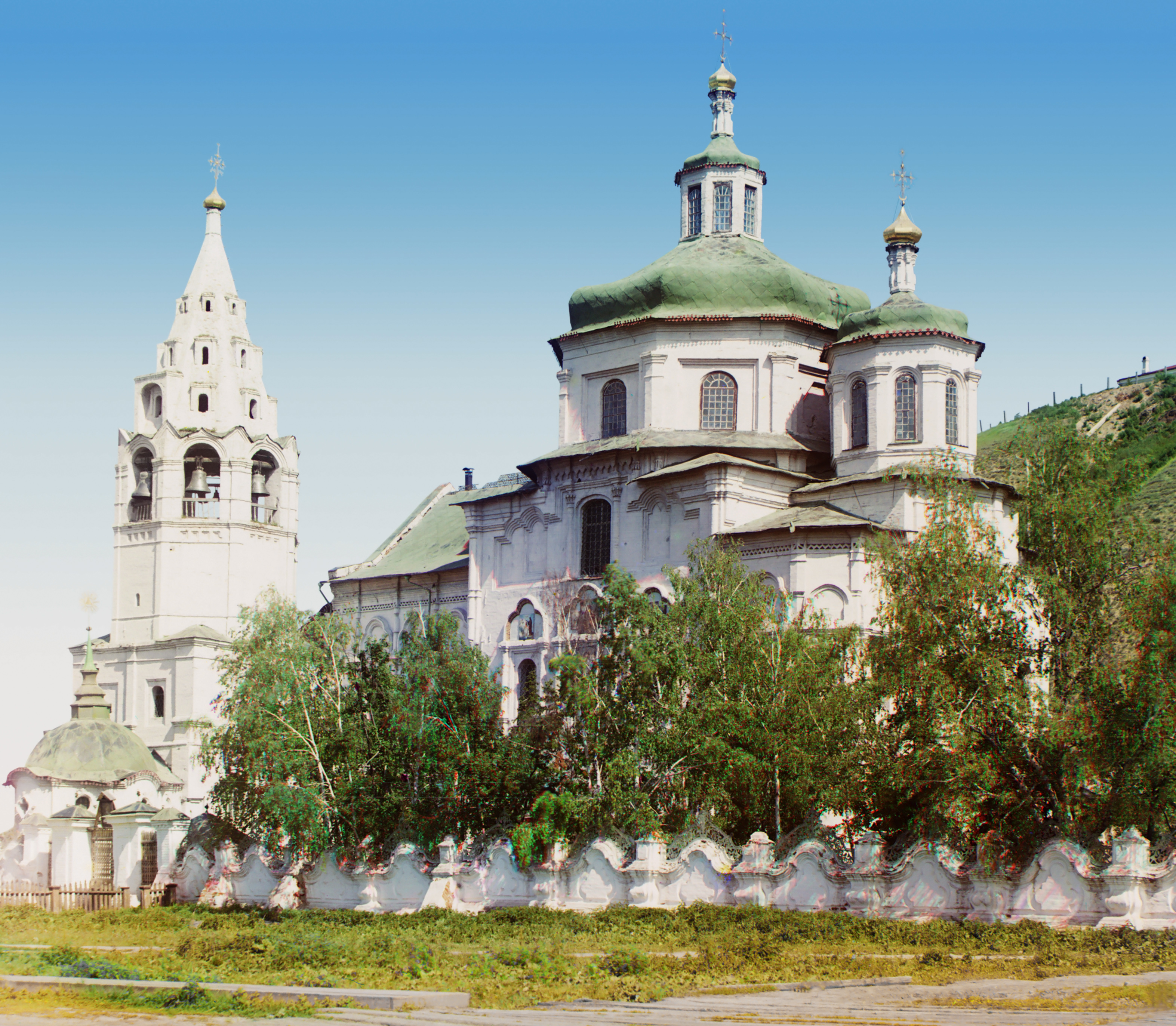
Богоявленская церковь (1912)
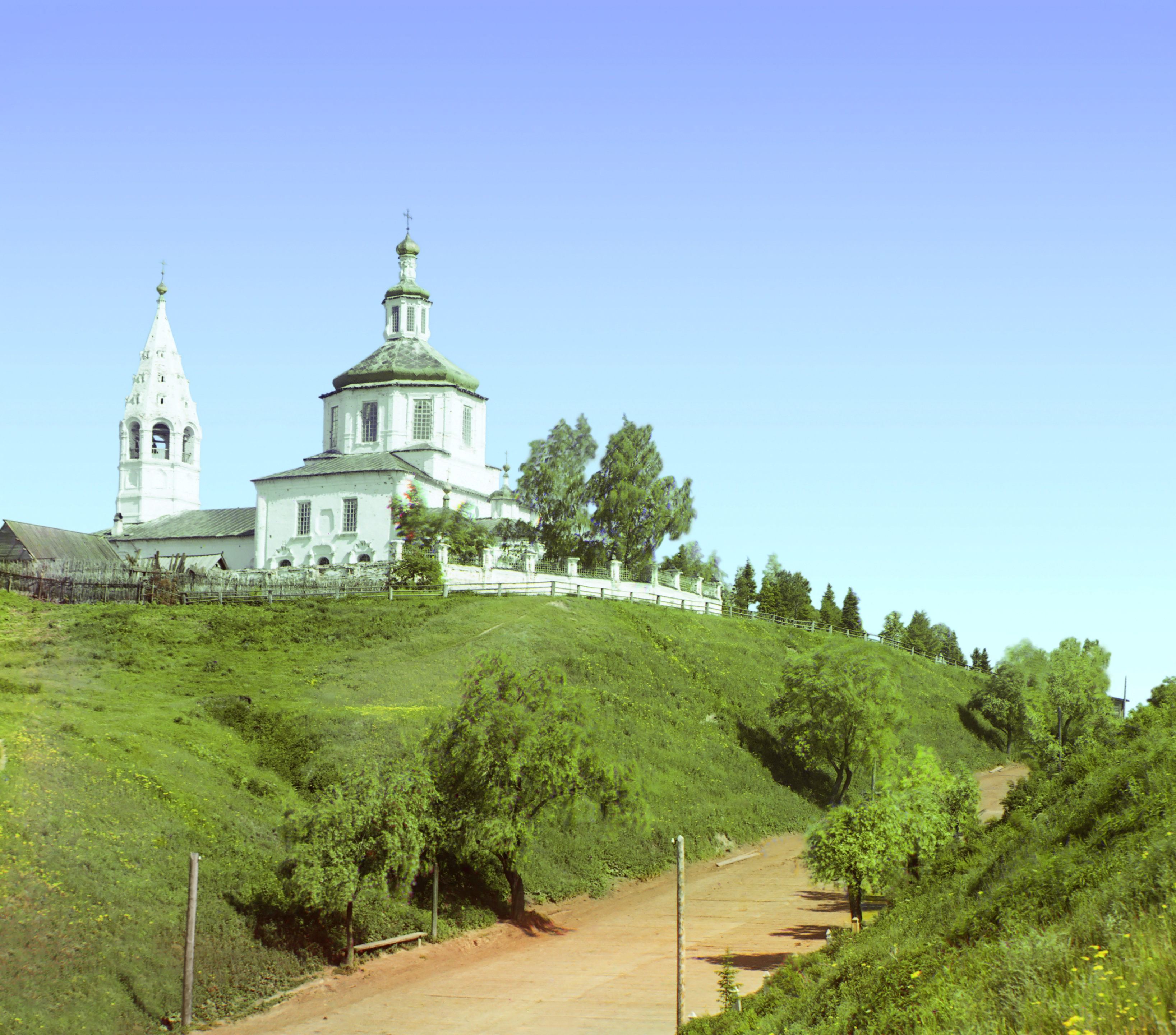
Церковь Святого Николая Чудотворца (1912)
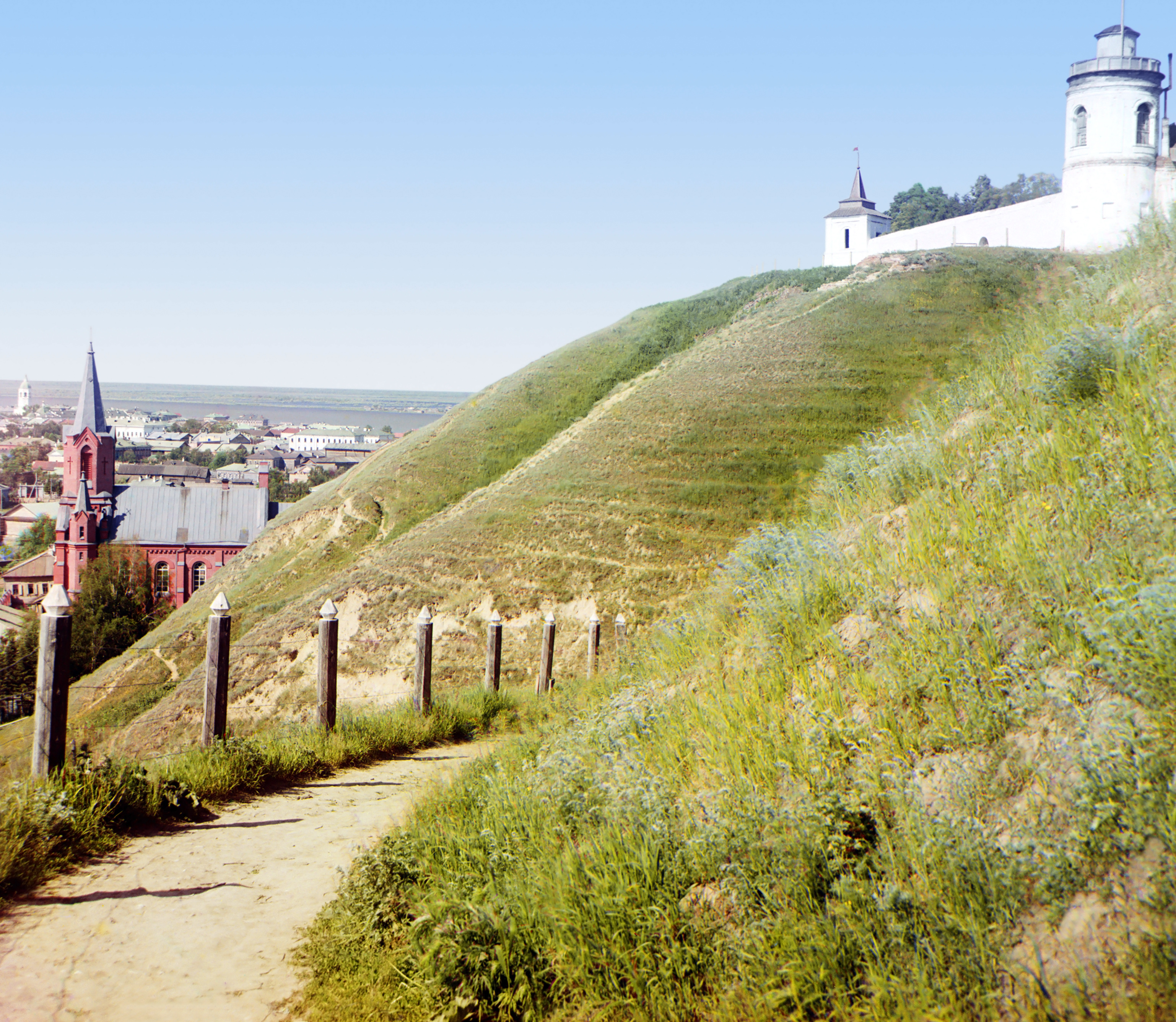
Вид на Храм Пресвятой Троицы и часть кремлёвской стены (1912)
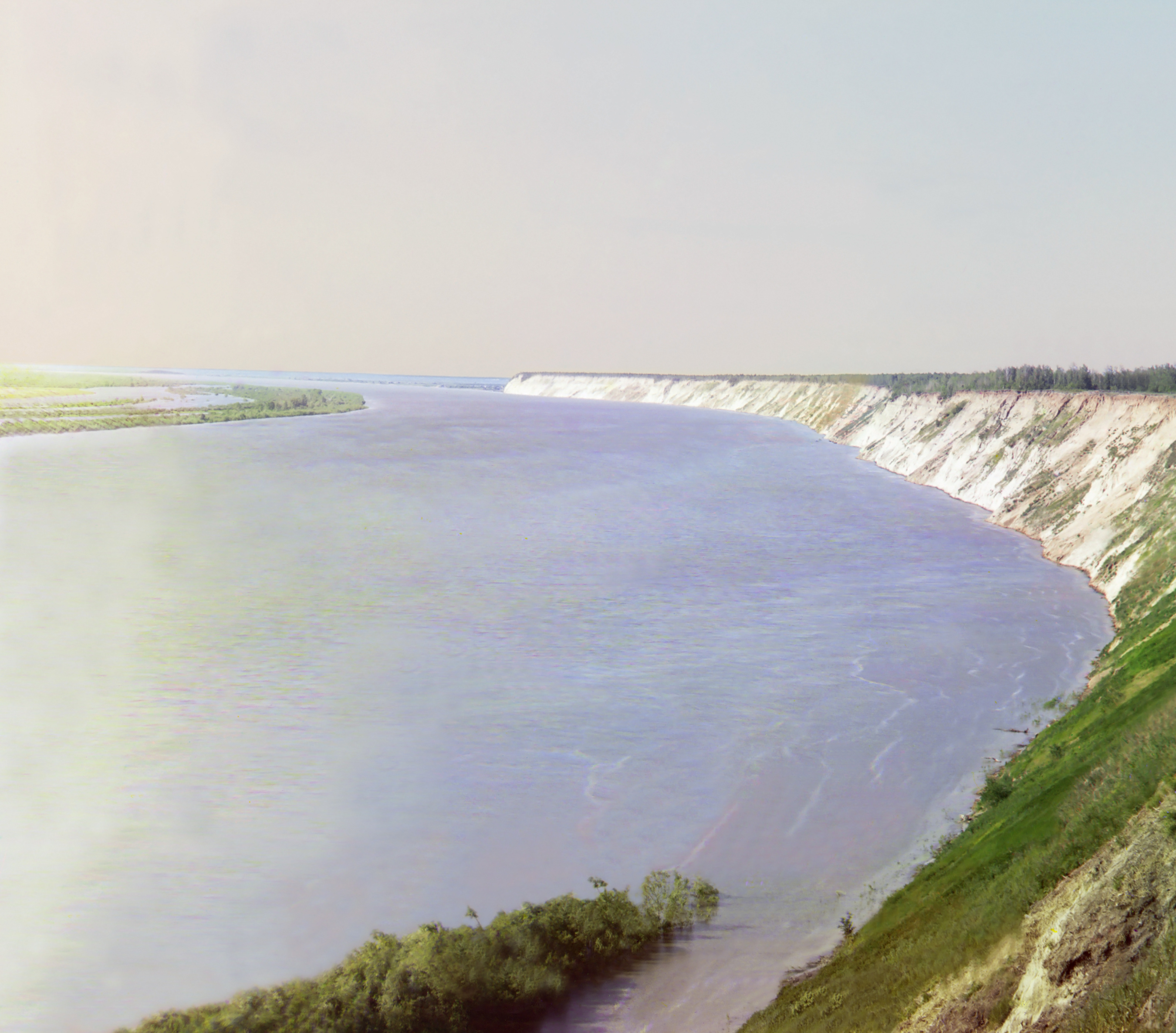
Берег Иртыша (1912)
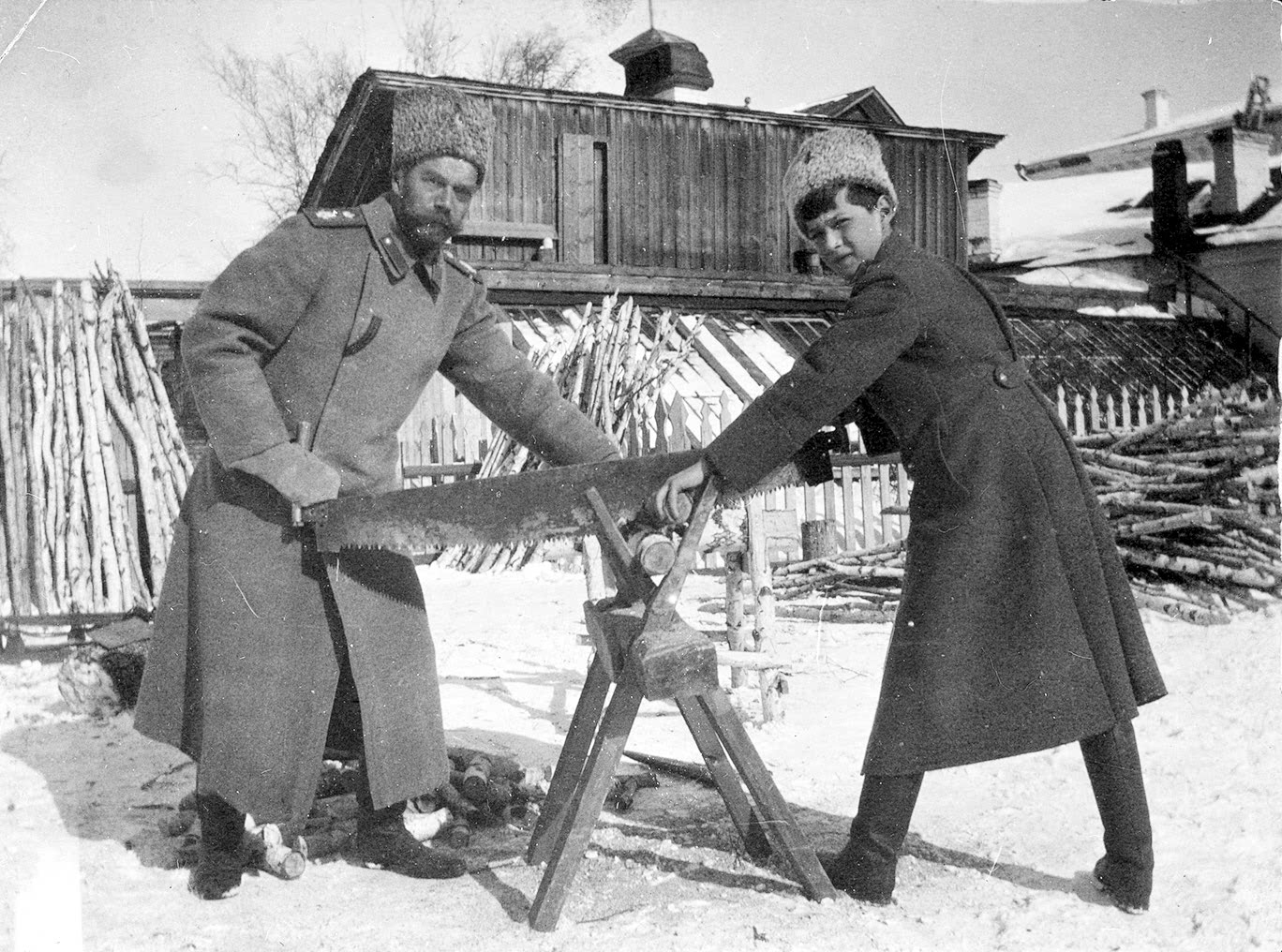
Император Николай II в Тобольске (1917)
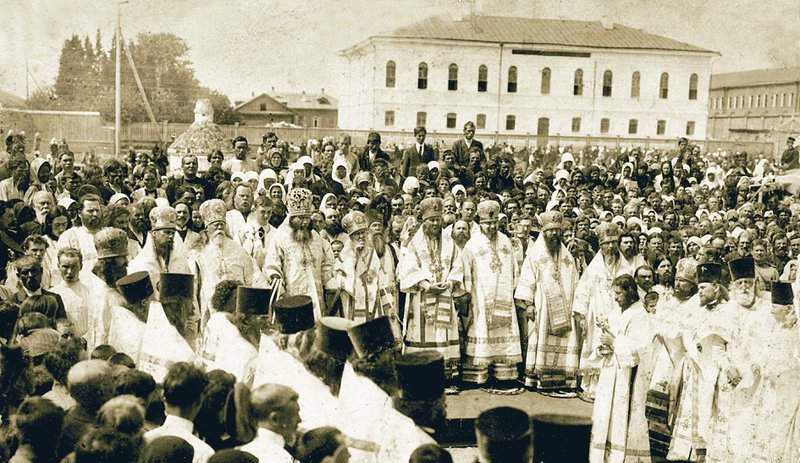
Канонизация Иоанна Тобольского, богослужение на Соборной площади Тобольска (1916)
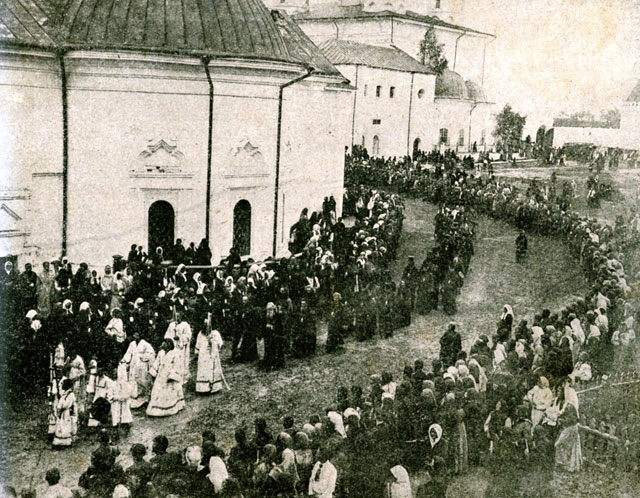
Крестный ход с мощами Иоанна Тобольского (1916)
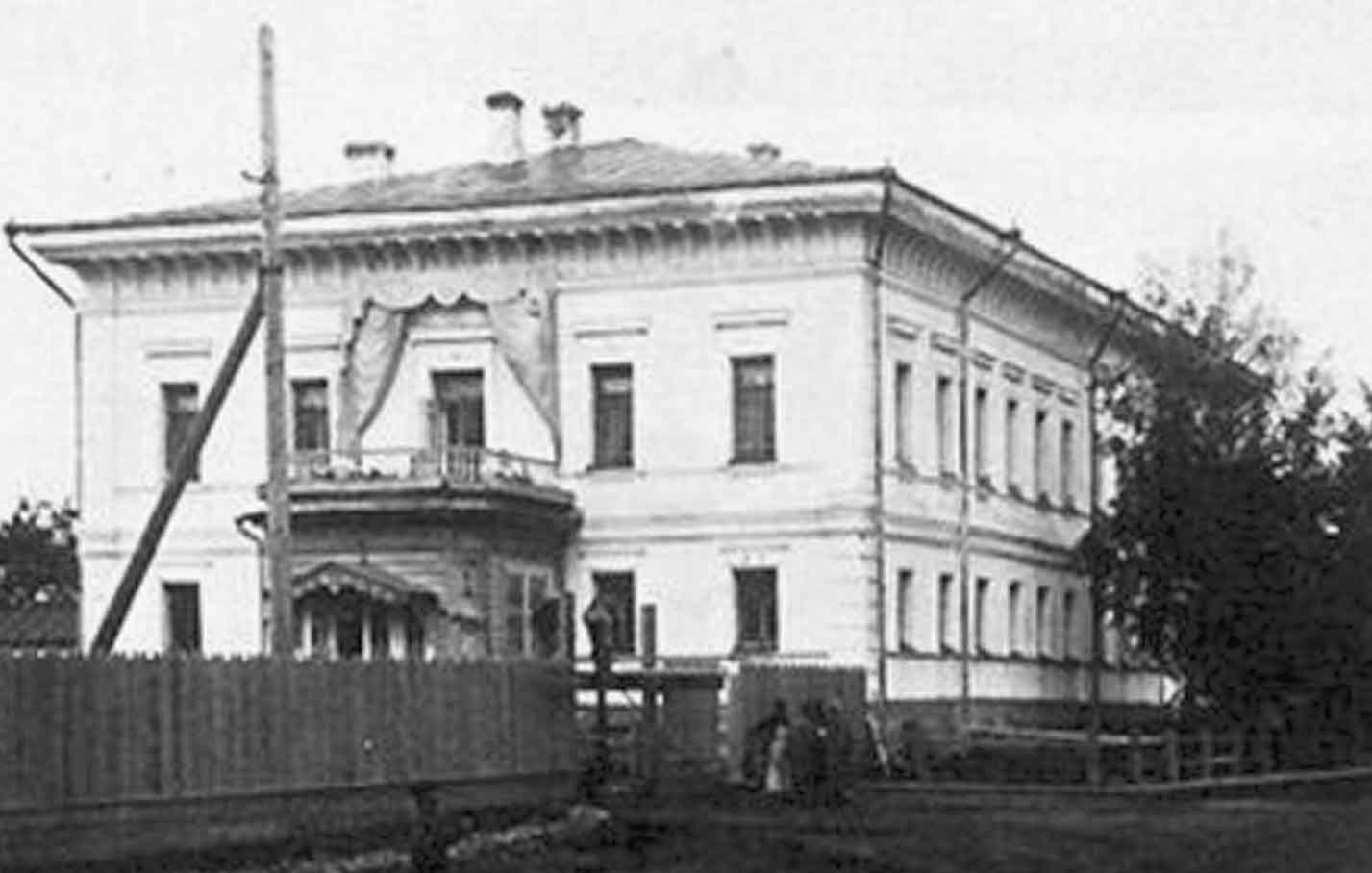
Дом губернатора, в котором отбывал ссылку Николай II с семьёй (1920)
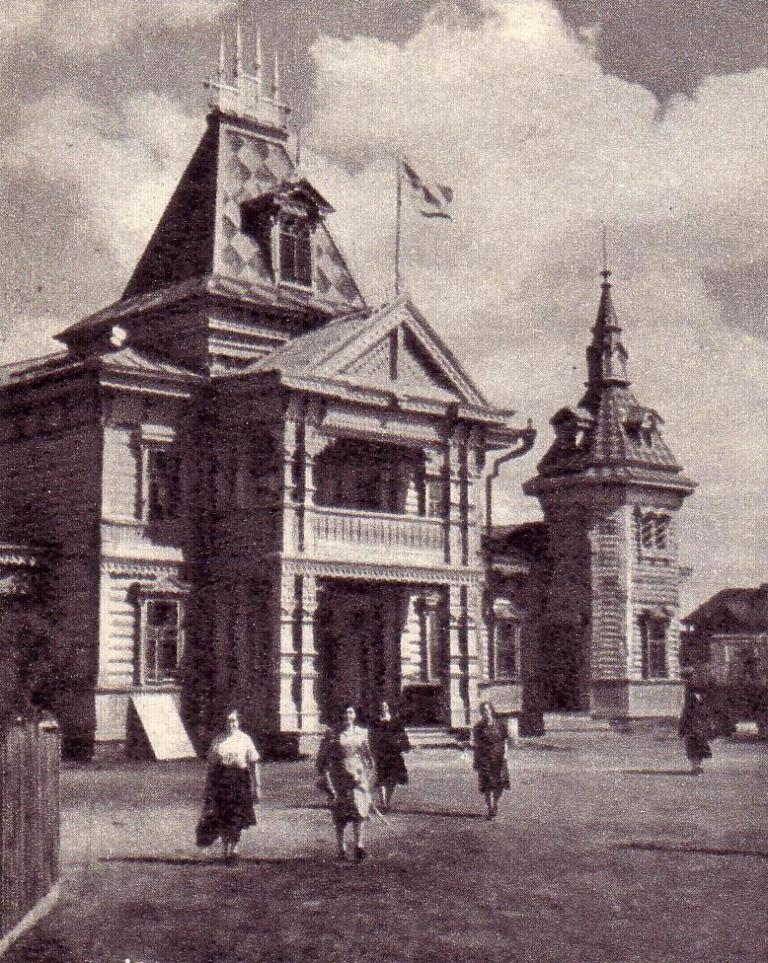
Тобольский драмтеатр (1956)

Фотографии современного Тобольска
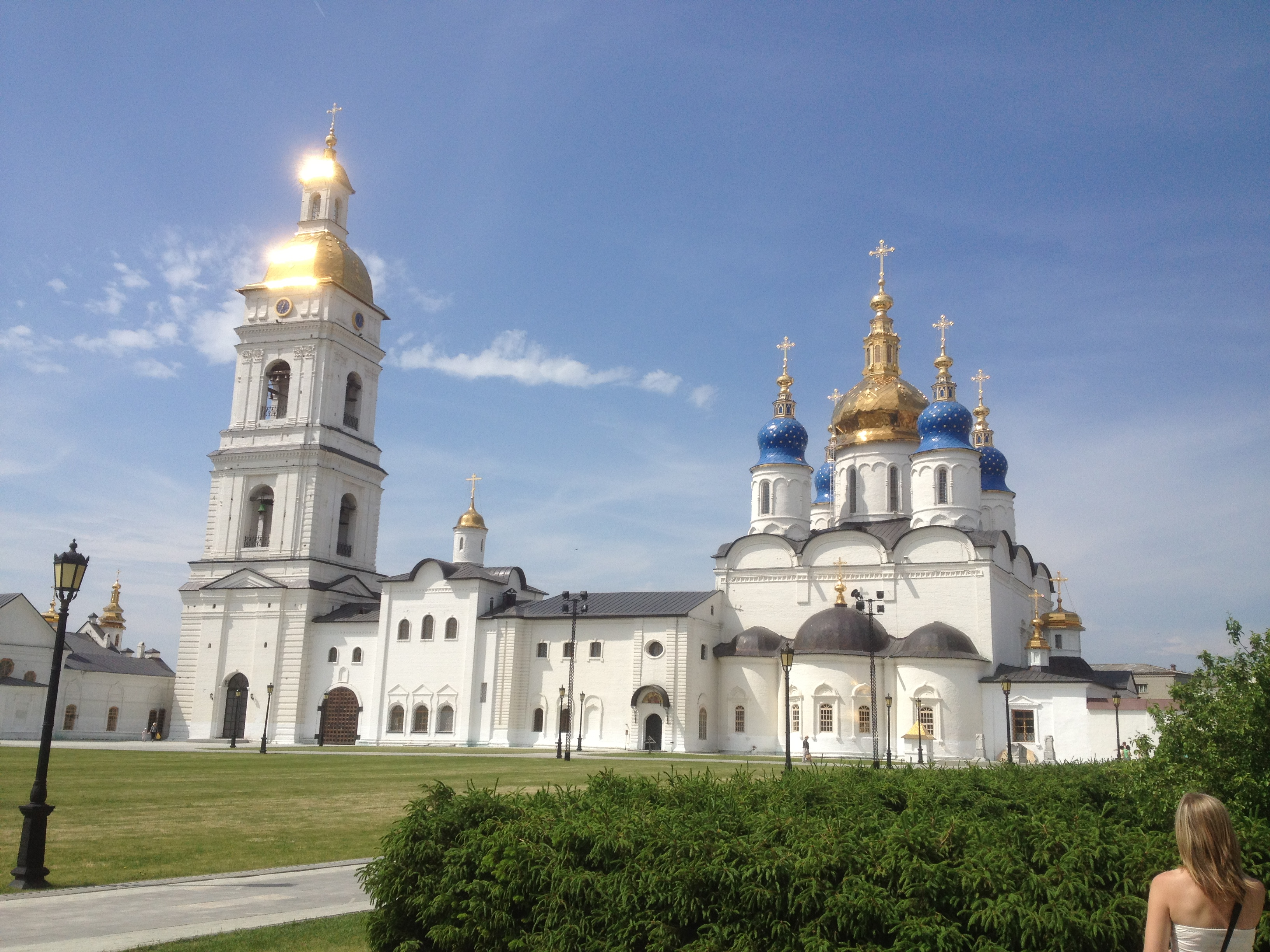
Софийско-Успенский Собор
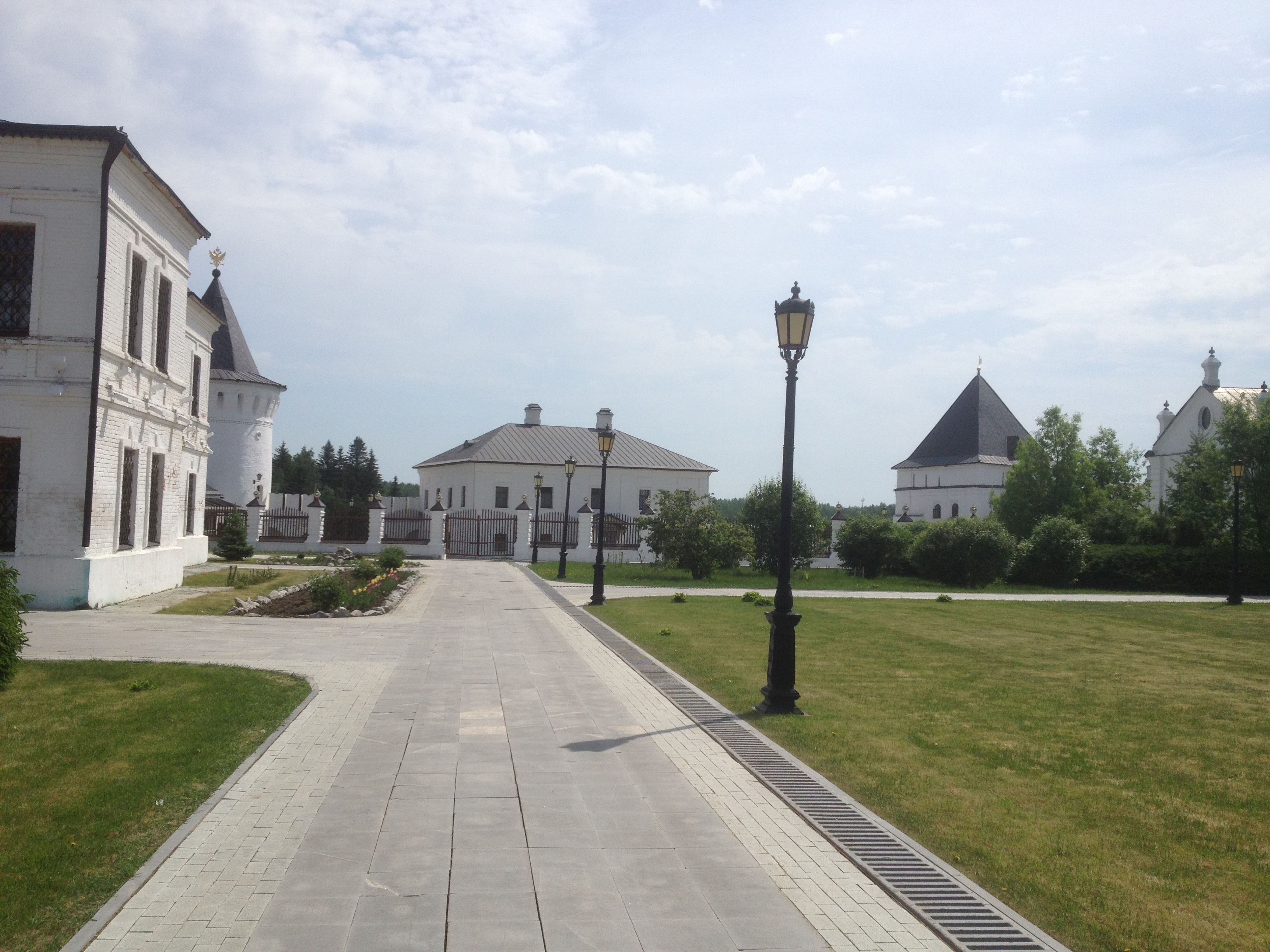
Внутренний двор Тобольского Кремля
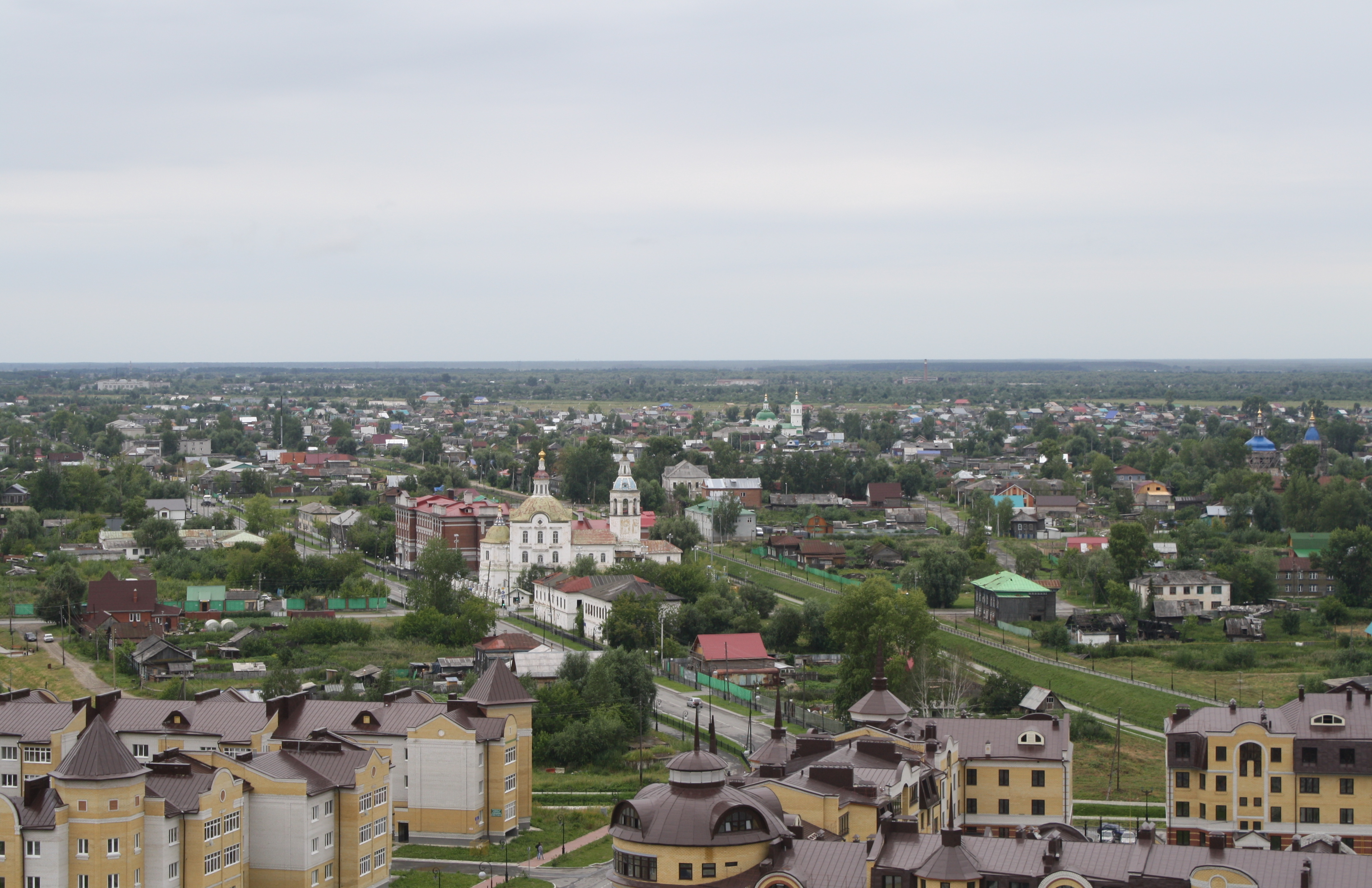
Подгорная часть города
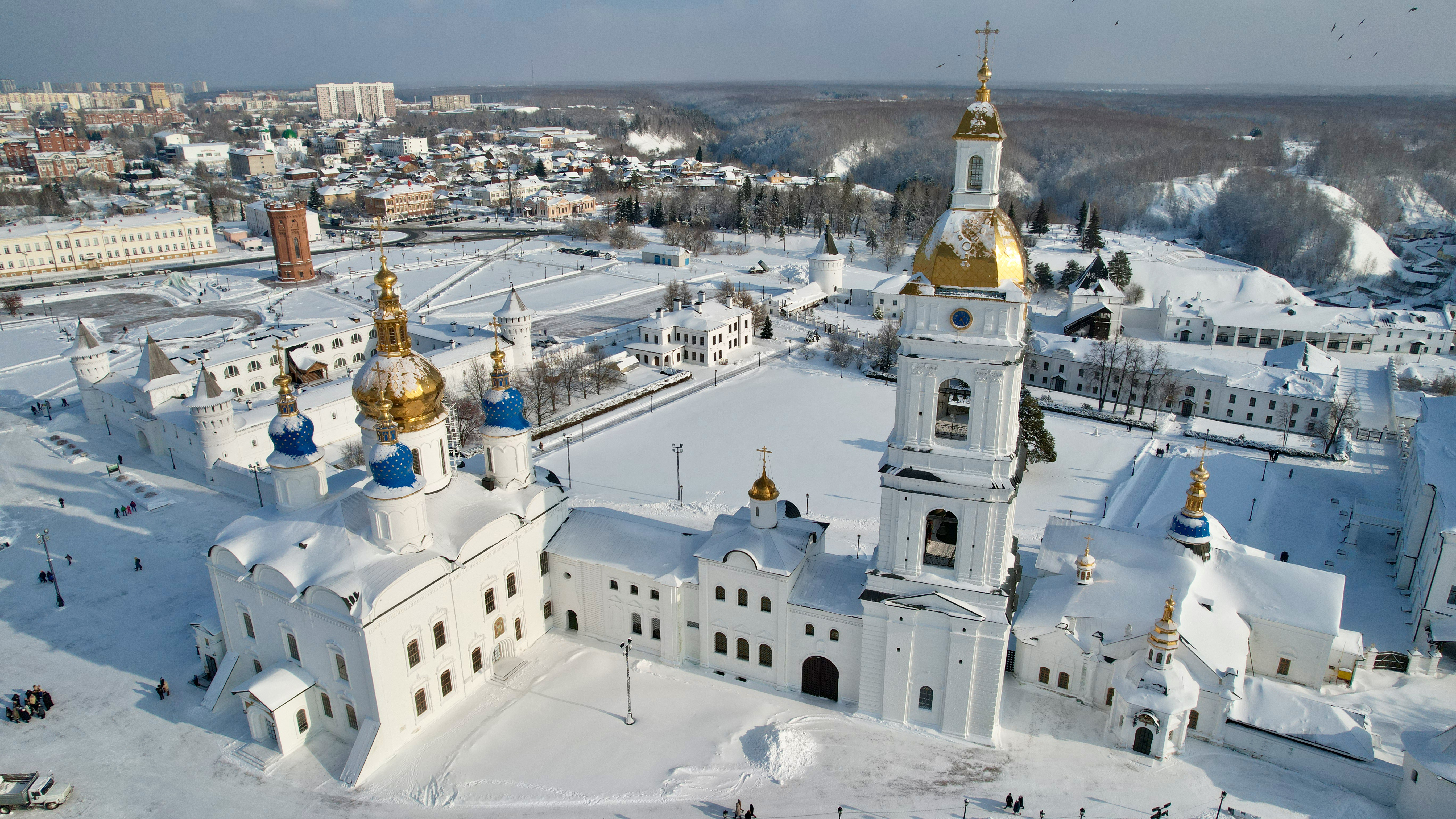
Храмовый комплекс Кремля
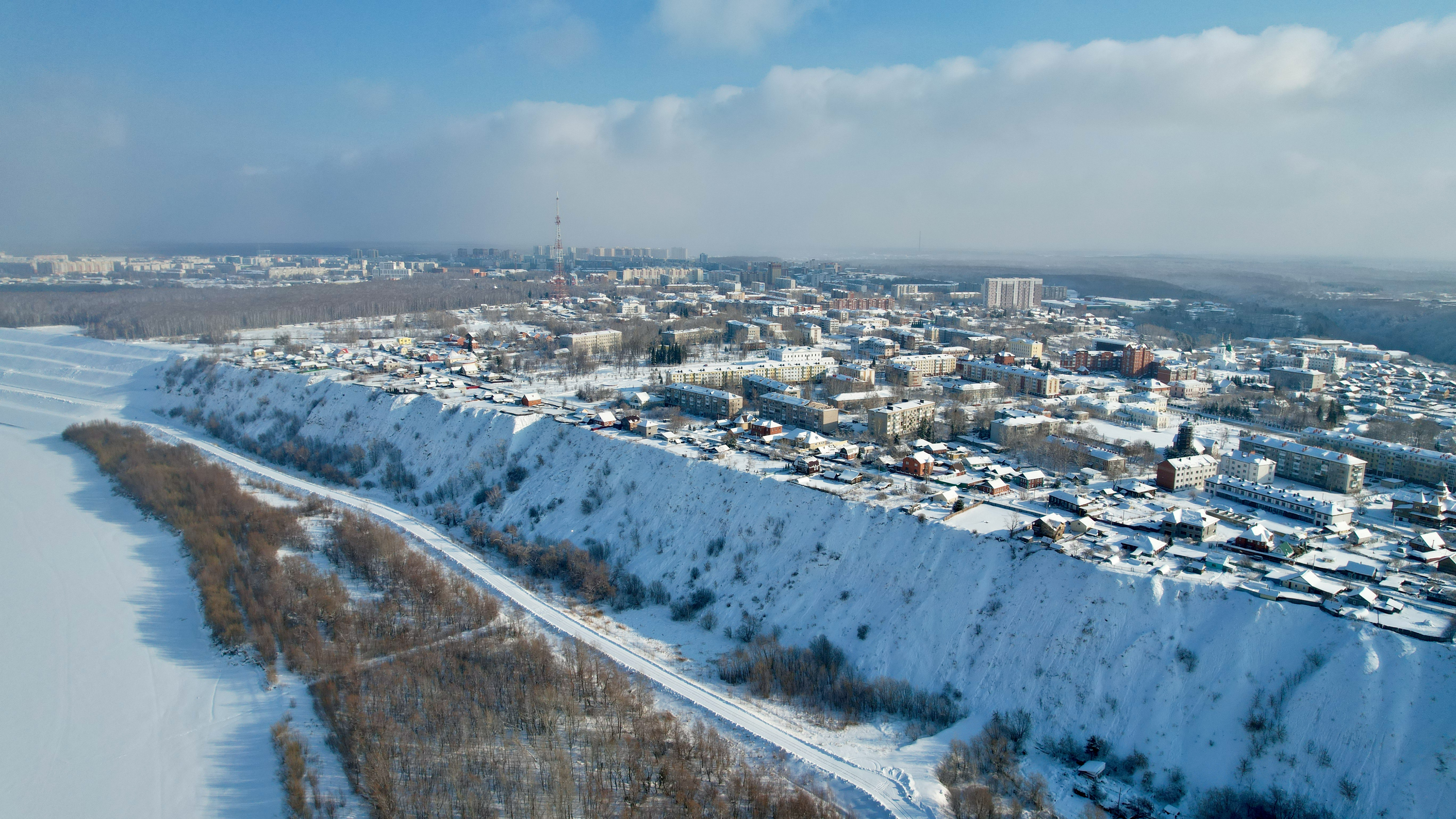
Правобережье Иртыша
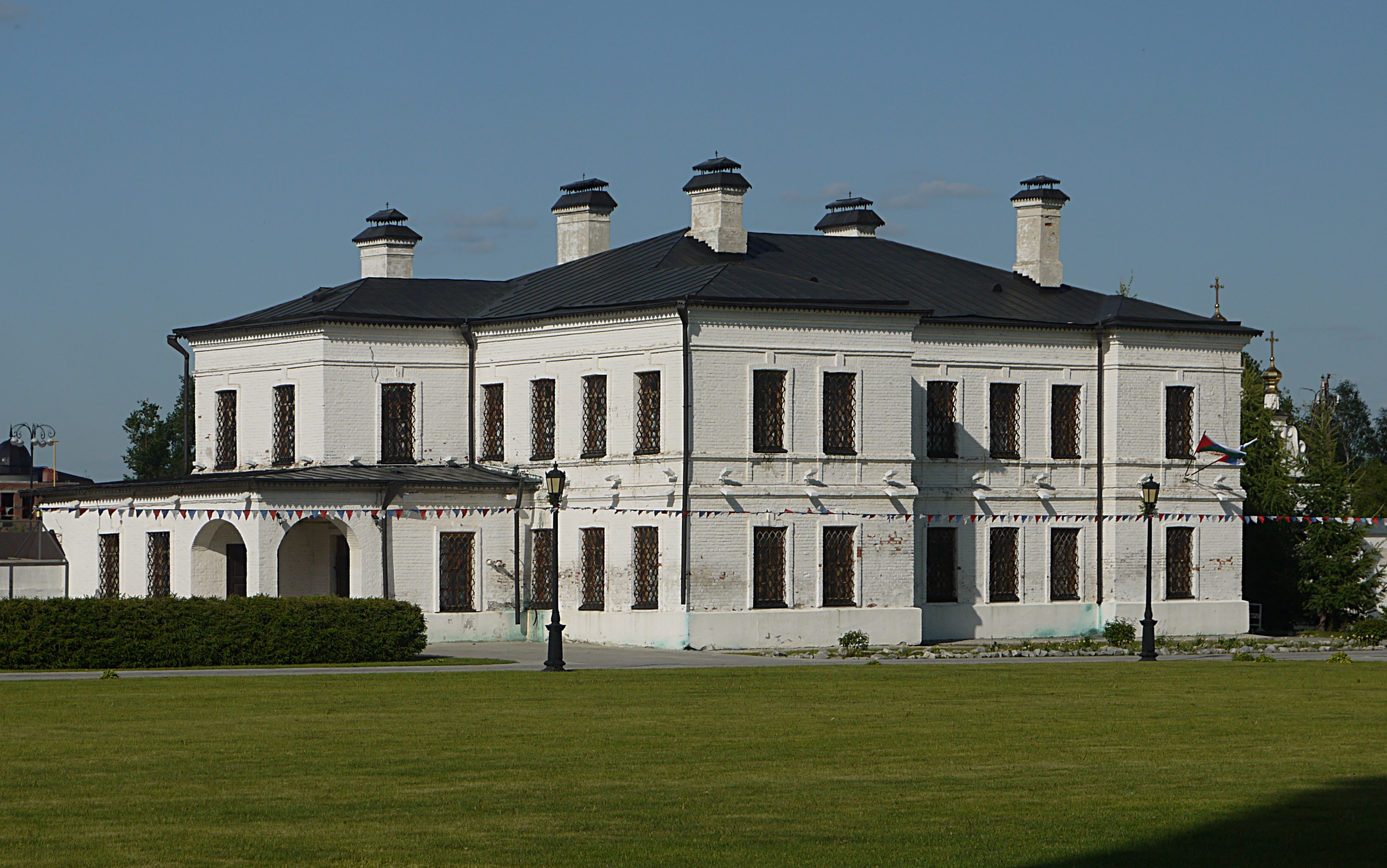
Резиденция Тобольско-Тюменской Епархии (1909)
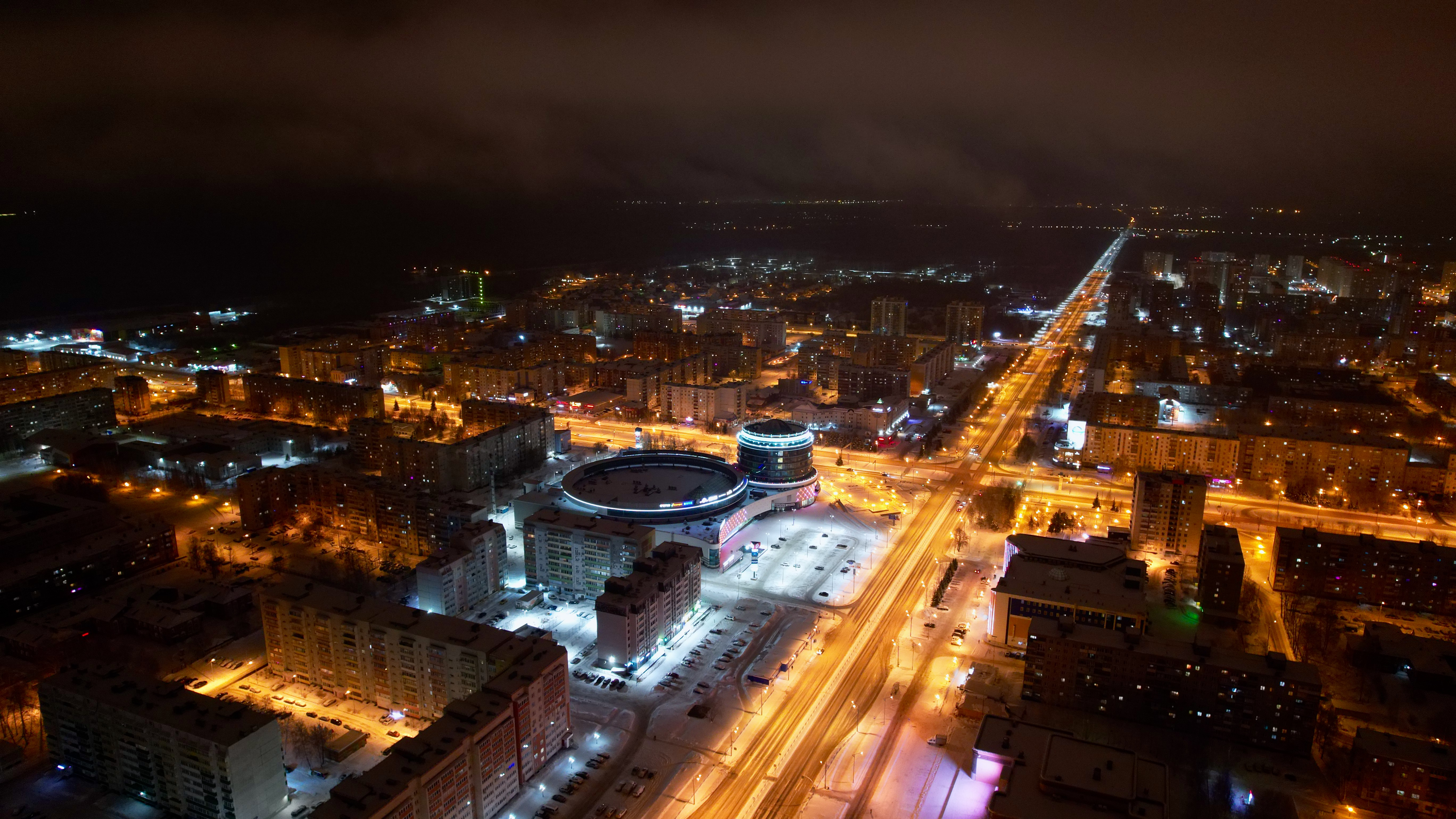
Перекрёсток Комсомольского проспекта и проспекта Менделеева
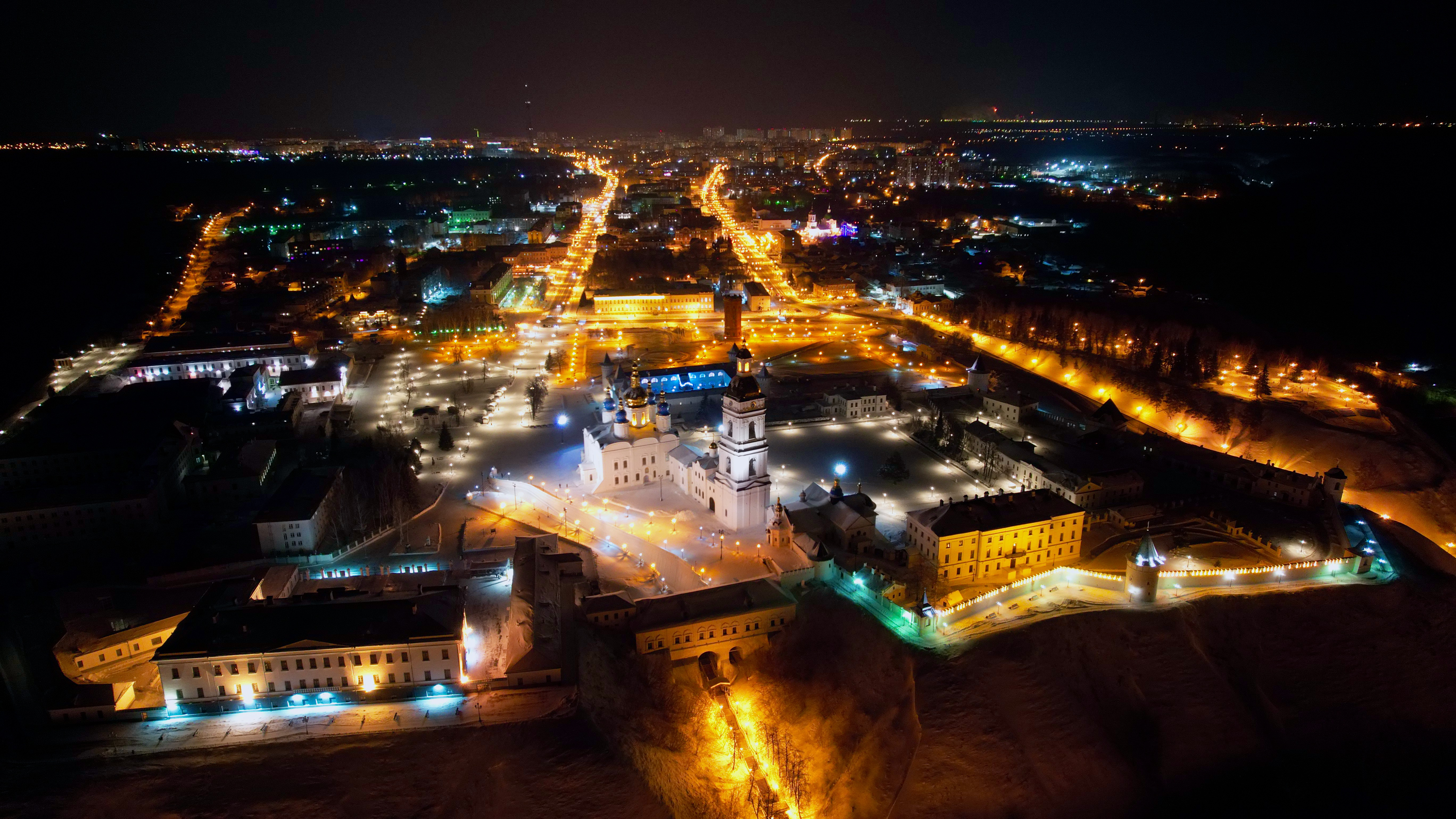
Вечерний вид на Кремль